# Personaggi di Beyblade

I personaggi principali della prima serie: Beyblade

Questa è una lista dei personaggi del manga e anime Beyblade.

## Personaggi principali

### BBA-G Revolution
La BBA-G Revolution è la squadra dei protagonisti nelle tre serie. Nella prima serie, i quattro ragazzi che compongono la BBA (Beyblade Battle Association) sono i finalisti del torneo nazionale del Giappone e vengono scelti dal presidente Daitenji. I loro beyblade prendono i propri nomi da alcuni animali, e sono: Dragoon (Drago), Driger (Tigre) e Draciel (Shell in giapponese, Guscio), eccezion fatta per Dranzer, il beyblade di Kei (che deriva da Panzer). Nella serie animata la squadra è anche chiamata Bladebreakers.

#### Takao
Takao (木ノ宮タカオ?, Kinomiya Takao) è un blader giapponese residente ad Akebono. Ha riflessi pronti (pratica il kendō, costretto dal nonno) ed è un fortissimo blader. Vive con il nonno Ryonosuke Kinomiya, dato che la madre era scomparsa quando era ancora piccolo mentre il padre ed il fratello maggiore sono sempre fuori sede a causa della loro passione per l'archeologia. L'anziano parente di Takao è un maestro di kendo. Possiede un dojo in casa dove si allena anche il nipote e proprio qui risiede il cimelio di famiglia. Si tratta della Spada del cuore di drago, dove è racchiuso lo spirito di una possente creatura uccisa in passato, il Drago Azzurro (青龍?, Seiryu), che durante il secondo episodio entra in Dragoon (ドラグーン?, Doraguun), il beyblade di Takao, divenendone il Bit Power. Il suo elemento è il vento. Il protagonista vincerà i tornei svolti in Giappone, Cina, Stati Uniti, Europa e Russia insieme ai suoi compagni di squadra Max, Rei, Kei e il Professor Kappa. Al suo gruppo si uniranno anche Hilary e Daichi. Nell'ultima serie Takao diverrà ancora una volta campione del mondo sconfiggendo il suo rivale Kei e salvando il mondo da persone malefiche.
All'inizio della prima serie animata Takao è già un ottimo blader. Si scontra con un suo amico, Nobuo, e riesce a vincere facilmente. Poi lascia il compagno per correre da Akira, il campione di un quartiere della città. Ma questo non può gareggiare, privato del suo beyblade da Hiruta Makoto, un ragazzo appartenente agli Shell Killers, un gruppo di blader che portano via i beyblade agli sconfitti. Irato, Takao sfida lo spaccone facendosi promettere che se perderà dovrà restituire ciò che ha preso. Ma la competizione viene rimandata dal professor Kappa, un intelligente studioso di beyblade, che aiuta il protagonista analizzando il beyblade di Hiruta. Ma ciò non basta, quindi Takao escogita una nuova mossa: un lancio preceduto da una rincorsa e da un salto. Takao si allena tutta la notte, ed al tramonto del giorno dopo gareggia con Hiruta e lo batte. Interviene così il capo degli Shell Killers, Kei, che sconfigge Takao mandando in pezzi il suo bey.
Il protagonista non si perde d'animo e ne crea uno nuovo con l'aiuto di Akira e del professor Kappa. Questo viene rapito dagli Shell Killers mentre si allontana dall'abitazione di Takao. Due ragazzini che hanno assistito alla scena riferiscono tutto al protagonista e ad Akira. Il primo vuole andare a salvare l'amico, ed anche l'altro si convince. Takao entra nel dojo di suo nonno per chiedere coraggio al Drago Azzurro. Questo decide di mostrarsi al ragazzino, e si libera dalla Spada del cuore di drago, che era lì tramandata da generazioni, entrando nella trottola del coraggioso. Ora Takao può andare da Kei per riaffrontarlo e salvare il professore. Dai beyblade dei contendenti compaiono due entità mostruose, il Drago Azzurro da quello di Takao e l'Aquila Rossa (Suzaku) dal Dranzer di Kei. Quest'ultimo alla fine del duello, che si conclude con un pareggio, spiega che quelle creature sono i Bit Power, che infondono enorme potere ai beyblade. Kei si allontana con il suo Dranzer frantumato.
Non era mai successo che la sua trottola subisse dei danni, ma il protagonista è stato un forte avversario, il primo che ha rivelato un Bit Power dinnanzi agli occhi di Hiwatari. Ora Takao torna a casa, e nel tragitto dichiara al professor Kappa e ad Akira la sua decisione: chiamerà il suo beyblade Dragoon.
Takao e il Prof. Kappa faranno conoscenza di Max, un nippoamericano che sconfigge Takao nel negozio di suo padre grazie alla sua grande abilità difensiva. I due incontrano il Presidente della BBA, il signor Daitenji, e si iscrivono al torneo nazionale di Beyblade. Takao nel suo girone rincontra Hiruta sconfiggendolo nuovamente. In semifinale invece si scontra con Rei che dimostra anche lui di possedere un Bit Power, la Tigre Bianca (Byakko); il primo round viene vinto con facilità dall'avversario che con il suo Artiglio di Tigre danneggia Dragoon. Fortunatamente per il protagonista, il Prof. Kappa aveva dei pezzi di ricambio, e così Takao può disputare il secondo round e riesce a vincerlo. Con grande sorpresa però Rei si ritira soddisfatto dicendo che gli era venuto appetito; quindi il terzo match, quello che avrebbe assegnato la vittoria ad uno dei due blader, non si combatte.
La finale vede Takao contro Kei, che in semifinale ha sconfitto Max, anch'esso con un Bit Power, la Tartaruga Nera (Genbu) uscita dal suo beyblade Draciel. Takao trionfa subito nel primo round, Kei però si scatena nel secondo vincendolo con netta superiorità. Il terzo viene dominato da entrambi con un grande scontro tra i loro Bit Power; i due beyblade vengono catapultati su i bordi, Dranzer esce, mentre Dragoon con un pizzico di fortuna riesce a rientrare, così Takao diventa campione nazionale. Con grande stupore degli interessati il Presidente Daitenji afferma che i 4 finalisti faranno parte della squadra giapponese dei Bladebreakers (BBA) che combatterà nel torneo mondiale.
La prima tappa del torneo è la Cina. Gli scontri sono combattuti tra squadre composte da 4 bladers, ma solo 3 scendono in campo. Lo schieramento dei Bladebreakers viene deciso dal Prof. Kappa, che diviene a tutti gli effetti il "manager" dei BBA. Prima del torneo, Takao viene attaccato da Kiki e sconfitto perché il cinese utilizza il potere della sua Scimmia Ubriaca (il Bit Power uscito da Galman, il suo bey). Il vincitore si rivela essere un vecchio amico di Rei, far parte dei White Tigers che ce l'hanno a morte con Kon per essere andato via dal loro paese, per essersi portato la Tigre Bianca e per aver violato le regole. Takao affronta nuovamente Kiki battendolo e mostrando la superiorità del Drago Azzurro. Successivamente il ragazzo dovrà convincere Rei a rimanere in squadra e sconfiggerà ancora Kiki, che aveva cercato di rubare un floppy disk del Prof. Kappa.
Inizia il torneo e Takao fa bella figura negli incontri, vincendoli senza troppe difficoltà assieme alla sua squadra. Nella finale contro i White Tigers (ex compagni di Rei, anche loro dispongono dei Bit Power), Takao affronta Lai, il più forte del gruppo, perdendo il primo round, ma vincendo il secondo; il terzo finisce in pareggio. Takao vorrebbe disputare lo spareggio, ma alla fine cede il posto al suo compagno Rei, che dopo un grande incontro vince il duello.
Il torneo negli Stati Uniti vede come rivali principali i bladers del PPB di Judy, la madre di Max.
Quando Takao ed i Bladebreakers giungono in America, per un appuntamento preso dal loro presidente vanno a visitare il PPB, un istituto di ricerca che studia i beyblades e allena i bladers. Il professor Kappa è entusiasta delle attrezzature del PPB, ma Takao crede che la forza di un giocatore sia la sua volontà, più efficiente della tecnologia. Subito viene organizzata una sfida tra i Bladebreakers e gli All Starz, la squadra americana, per stabilire quale dei due team è più forte. Scenderanno in campo tre membri di ciascuna fazione. Il giovane Takao gioca nel primo match e si scontra con un blader dj, il cui beyblade si muove a ritmo di rap. Il protagonista all'inizio viene distratto dagli spostamenti del beyblade dell'avversario, ma grazie al consiglio del nonno Jey (arrivato in America prima del nipote per controllarlo) riesce a concentrarsi ed a battere lo sfidante. Anche Rei vince il suo incontro, ma alla fine Max viene sconfitto. I Bladebreakers si rendono poi conto che i giocatori che Takao e Rei hanno battuto non sono top bladers del PPB, ossia non fanno parte della squadra degli USA. Gli avversari li hanno ingannati: volevano ottenere informazioni sui Bladebreakers senza dar loro modo di studiarli. Takao è infastidito dall'arroganza degli Americani, troppo sicuri della vittoria nel campionato mondiale e sprezzanti nei confronti della sua squadra. Kinomiya sconfigge facilmente i primi avversari del torneo, a eccezione dei brasiliani, infatti in quel frangente viene sostituito da Kei.
Nella finale contro gli All Starz del PPB (anch'essi con i Bit Power), Takao affronta il primo duello contro Steve, che in un incontro libero aveva sconfitto Rei. Nonostante la forza distruttiva di Steve, Takao con astuzia, sfruttando anche il beyblade stadium, riesce a surclassare l'Americano. Rei verrà battuto da Eddy, ma Max sconfiggerà Michael (il più forte degli All Starz) portando così a casa la vittoria anche negli Usa.
Durante le vacanze prima di affrontare l'ultimo torneo in Russia, Takao su una nave, incontra un blader alto e vestito con stile, che viene sfidato da dei ragazzini che vengono sconfitti uno dopo l'altro vedendosi distrutti in mille pezzi i loro beyblades. Takao infastidito sfida il giovane che dice di chiamarsi Ralph Jurgens. È il campione della Germania, e anch'egli possiede un potentissimo Bit Power, un Grifone che sconfigge il protagonista con facilità. Takao prende atto del fatto che ha ancora molto da imparare e che non possiede un buon controllo del Bit Power.
A causa di uno scherzo Takao e la sua squadra scendono dalla nave che riparte poco dopo, la squadra viene poi attaccata dal blader Kairona e dal suo Bit Power (appartenente al team delle tenebre, un gruppo di bladers che odiano i Bit Power degli altri) che cattura Driger e Draciel, i beyblade di Rei e Max, grazie al suo Bit Power raffigurante una mummia ma sarà sconfitto grazie all'intervento di Kei. Contro il parere di K, il blader decide di rimandare il viaggio in Russia e di rimanere un po' in Europa per potersi confrontare con i bladers europei, il cui stile di lotta incentrato su un buon controllo del Bit Power è diverso da quello degli avversari incontrati finora. I Bladebreakers affrontano il team delle tenebre sulla Torre Eiffel riuscendo a batterli.
Sempre in Francia, Takao si scontra con Olivier Bollinger, ma perde lo scontro per sfortuna. Olivier lo porta in Italia da Gianni Tornatore, un campione italiano che lo sfida in una riproduzione del Colosseo di Roma. Takao perde nuovamente, ma riesce ad ottenere la rivincita, e grazie ad un'idea di Max sconfigge Gianni. Dopo la lotta Gianni e Olivier portano Takao in Germania proponendogli di affrontare il loro amico, che si rivela essere Ralph, il quale è in compagnia di Andrew. Ralph si rifiuta di concedere la rivincita a Takao non ritenendolo meritevole di considerazione, tra l'altro Takao e i suoi amici scoprono che Ralph, Andrew, Olivier e Gianni, dopo aver vinto il torneo continentale, avrebbero dovuto rappresentare l'Europa ai mondiali di beyblade, ma che rifiutarono l'offerta in quanto tutti e quattro, fin troppo egocentrici, non accettavano di far parte di una squadra visto che puntano sull'individualismo. Takao non sopporta Ralph in quanto mette troppa serietà nel beyblade senza capirne fino in fondo il vero valore, oltre al fatto che dà poca considerazione al lavoro di squadra, però Takao e i suoi compagni attirano l'attenzione di Ralph e dei suoi amici, quindi decidono di sfidarli in un incontro ufficiale amichevole, uno scontro dimostrativo per inaugurare il nuovo edificio costruito da Ralph con tanto di beyblade stadium, in una lotta tre contro tre.
Rei pareggia contro Olivier mentre Kei batte Andrew, infine nell'ultimo match Takao affronta Ralph il quale si porta in vantaggio, ma proprio quando stava per vincere Takao si contrappone tra il Bit Power di Ralph e il suo proteggendolo, gesto che impressiona molto l'avversario. Takao, che al contrario di Ralph non vede il Bit Power come un'arma ma come un amico, riesce a sconfiggere l'avversario grazie al legame tra lui e il drago. Ralph e i suoi amici capiscono che il Bit Power va rispettato e che il lavoro di squadra è una grande risorsa, e anche il team delle tenebre, che ha assistito alla lotta, cambia opinione sui Bit Power.
Vladimir Vorkov fa visitare ai Bladebreakers il suo monastero, e fa lottare Takao contro uno dei suoi "ragazzi", che si rivela forte ma non all'altezza del giapponese. 

Kei poi si fa ammaliare da Vorkov e tradisce i suoi compagni entrando in possesso di Black Dranzer. Quando i BBA tentano di portarlo a casa, Takao viene ostacolato da Ivan Pahov, un blader della Borg, la squadra russa di Vorkov, che gli tiene testa. Dopo che Kei ruberà i Bit Power degli Americani e dei Cinesi, si scontrerà con il gruppo di Takao nei ghiacci del lago Bajkal. Inizialmente Takao e compagni vengono messi al tappeto, ma l'arrivo di Max si dimostra essenziale; il protagonista usa ora Dranzer che Kei aveva "buttato", e con l'aiuto dei Bit Power dei suoi compagni sconfigge Hiwatari, che decide di tornare sulla buona strada.
La squadra russa tende un'imboscata ai Bladebreakers e catturano il Bit Power di Max, ciò fa infuriare Takao che inizia a perdere la concentrazione, poi Ralph, venuto in Russia con i suoi amici, sfida Takao e lo batte facilmente, ma non essendo soddisfatto della vittoria in quanto Takao non riesce a dare fondo alla sua vera forza, lo sfida ancora, in realtà Ralph lo vuole solo aiutare, infatti Takao arrabbiato per ciò che i nemici hanno fatti a Max combatte usando la rabbia come arma, cosa che gli si ritorce contro, ma poi ricordandosi che è l'amore che prova per il suo Bit Power la sua arma migliore, il drago di Takao sprigiona una forza eccezionale sconfiggendo Ralph.
In finale, Kei viene battuto da Sergei con facilità, perché questi non cede alle lusinghe del nonno di riusare Black Dranzer, mentre Rei con uno sforzo sovrumano riesce a battere Boris e viene mandato all'ospedale. Gli ultimi 3 incontri vedono Takao contro l'imbattibile Yuri Ivanov (che oltre al suo Bit Power, possiede anche tutti quelli rubati da Kei). Con sorpresa Takao vince il primo round spronato da Hiwatari, ma Yuri decide di fare sul serio e trasporta il protagonista in una sorta di altra dimensione circondata solo da ghiaccio. Takao non è in grado di competere contro il Wolborg dell'avversario e perde il secondo match. Il round finale lo vede nuovamente dominato da Yuri, che sfrutta anche i poteri dei Bit Power rubati; poco dopo utilizza la mossa più potente della Borg, ma Dragoon ed il Drago Azzurro riescono a resistere all'attacco. Yuri rimane sbalordito dalla forza del blader giapponese e, senza ormai controllo, riattacca con la massima forza Takao. Questo respinge tutti gli attacchi e scatena la sua potenza; la distesa di ghiaccio scompare ed i due avversari ritornano nell'arena. Quando il polverone scompare ci si scorge che il vincitore è Takao. I Bit Power rubati tornano ai proprietari davanti ad uno Yuri incredulo. Takao ed i BBA sono campioni del mondo. Alla fine Kei e tutte le persone che Takao ha conosciuto durante questa avventura fanno a gara per sfidarlo.
Nella seconda serie animata, la squadra si è sciolta e ora Takao, il campione in carica, è ammirato e rispettato da tutti, ma le cose iniziano a prendere una piega strana quando, uno sfidante misterioso di nome Mister X, lo sconfigge davanti a tutti. K spiega a Takao che, senza che il campione se ne rendesse conto, Mister X ha usato il Bit Power per batterlo, quindi Takao lo affronta nuovamente ma Mister X lo sconfigge per la seconda volta visto che il Bit Power non risponde alla chiamata di Takao. Un'impresa misteriosa, lo Psico Team, che vuole rubare i Bit Power dei Bladebreakers, rapisce K e Hilary, però Takao li salva distruggendo il robot dello Psico Team con il suo Bit Power. Dato che i nemici vogliono i Bit Power dei campioni del mondo, la squadra si riunisce e Max, Rei e Kei vanno a vivere da Takao. Quest'ultimo affronta ancora una volta Mister X riuscendo a batterlo, anche se l'avversario non si è impegnato fino in fondo. Takao si fa un nuovo rivale, Kane, un abilissimo blader le cui capacità riescono a eguagliare le sue, i due si affrontano finendo col pareggiare. Takao e i suoi amici scopriranno che Kane e i suoi compagni combattono per lo Psico Team, che fornisce ai loro beyblade dei Bit Power digitali, perfette copie di quelli dei Bladebreakers creati in laboratorio. Lo Psico Team lancia una sfida ai Bladebreakers, Takao spaventato come non mai di perdere il Bit Power in quanto le loro copie digitali hanno una forza spaventosa in continua crescita, chiede a K di truccare Dragoon con modifiche ritenute illecite, e questo lo mette in contrasto con i suoi compagni specialmente con Rei, che non accetta il fatto che il suo compagno venga a meno alla sua morale di blader. Takao, dopo aver modificato Dragoon, combatte contro Mister X, che lo sconfigge dato che il Bit Power di Takao, avendo perso rispetto per lui, non è venuto in suo aiuto. Avendo capito di aver sbagliato, Takao chiede a K di riassettare Dragoon come prima, poi Takao affronta Kane e distrugge il suo drago digitale sconfiggendo lo Psico Team.
Zagart, l'uomo che manovrava lo Psico Team da dietro le quinte, fa rubare una pietra dagli Stati Uniti piena di Bit Power che elargisce ai suoi bladers nella sparanza di catturare i Bit Power dei Bladebreakers, ma loro li sconfiggono, intanto Mister X e i suoi compagni, gli Scudi Sacri, che vogliono rubare i Bit Power dei Bladebreakers non ritenendoli meritevoli di proteggerli, attaccano Takao il quale combatte con il suo beyblade Dragoon V2, poi però viene soccorso da Zeo, un giovane blayder suo grande ammiratore, con il quale stringe subito amicizia. Takao e Mister X si affrontano un'altra volta, combattendo usando entrambi la massima potenza, e infine, dopo un duello equilibrato, i due pareggiano. Appianate le divergenze Mister X decide di abbandonare il suo proposito di rubare ai Bladebreakers i loro Bit Power visto che hanno dato prova di saperli difendere. Inizia la seconda edizione del campionato mondiale e Takao, desideroso di difendere il titolo, combatte in coppia con Max, poi scopre con suo grande sconcerto che Zeo è il figlio di Zagart, inoltre decide di tradire i suoi amici e di passare dalla parte del padre per rubare i Bit Power dei Bladebreakers, usando Cerbero, il Bit Power più potente della roccia. Takao sconfigge King in semifinale e poi affronta il compagno di Zeo, alla finale, Gordo, sconfiggendolo, mentre Max viene battuto da Zeo. Si va allo spareggio e Takao combatte contro Zeo, il quale può contare sul potere dei Bit Power di Max e Kei, poi scopre anche il suo segreto: Zeo è un robot, Zagart vuole rubare i quattro Bit Power allo scopo di trasformarlo in un umano. Dopo uno scontro estremamente combattuto Takao lo batte e Max e Kei si riprendono i Bit Power, dopo questo duello Zeo, avendo capito che anche se è un robot in lui c'è sempre lo spirito del blader, ritrova il suo equilibrio emotivo, inoltre lui e Takao ritornano a essere amici.
Nella terza serie animata, Takao ha un nuovo rivale che desidera sconfiggerlo, Daichi, che come lui ha un beyblade di nome Dragoon, infatti Takao e Daichi possiedono rispettivamente Dragoon Galaxy e Gaia Dragoon. I due si battono e Takao lo sconfigge dando prova della sua superiorità. Inizia il nuovo torneo mondiale di beyblade, Takao è ansioso di parteciparvi con i suoi compagni, ma avrà una delusione, infatti Max, Rei e Kei essendo tutti e tre desiderosi di mettersi alla prova misurandosi contro Takao, abbandonano i Bladebreakers Revolution e prendono parte ad altre squadre. Il campione del mondo quindi partecipa ai mondiali affiancato da Daichi, con K come riserva, Hilary come supporto, e infine suo fratello maggiore Hitoshi nelle vesti di allenatore. Purtroppo le cose per Takao prendono una brutta piega infatti è afflitto da molti problemi emotivi come la rabbia per l'abbandono dei suoi compagni per non parlare dei suoi complessi di inferiorità nei confronti di Max, Rei e Kei non potendo fare meno di notare quanto siano diventati forti dopo che hanno lasciato la squadra sentendo il bisogno di dover essere alla loro altezza in veste di campione del mondo, e questo incide negativamente suoi suo scontri al campionato mondiale, infatti a eccezione della sua lotta contro Miguel della Barthez Squadra dove riesce a batterlo, Takao ha combattuto molto al disotto delle sue possibilità perdendo in due match di coppia contro Rei e Lai e contro gli F-Sangre, dopo che lui stesso aveva proposto quelle sfide; i Bladebreakers Revolution riescono a battere la squadra di Kei e Yuri, la Neoborg, ma solo perché Hitoshi ha messo Takao in panchina sostituendolo con K.
Takao affronterà Daichi il quale riuscirà ad aiutarlo a ritrovare la calma perduta, infatti avendo capito che Rei, Max e Kei hanno lasciato la squadra solo per potersi misurare con lui, e che combattere pensando a se stesso come al campione del mondo invece che a un normale blader è controproducente, Takao ritrova la sua forza, cosa dimostrata dalla sua straordinaria vittoria contro Max, con la quale supera il girone, poi con il suo nuovo beyblade, Dragoon Galaxy Turbo, lui e Daichi affrontano nuovamente gli F-Sangre, per la qualifica alla finale dato che è l'unica squadra che nel round-robin ha ottenuto il loro stesso punteggio. Takao e Daichi li affrontano ancora una volta in un match di coppia però, dato che l'affiatamento e la sincronia tra Takao e del suo compagno è migliore rispetto all'ultima volta, riescono a sconfiggere gli avversari dimostrando così di essere i migliori negli incontri di coppia. Takao combatte contro Kei in finale e lo scontro finisce in pareggio, ma, nonostante siano entrambi allo stremo delle loro forze, i due si affrontano ancora finché Takao non si aggiudica la vittoria conservando il titolo di campione.
La BBA viene acquisita dalla B.E.G.A. la quale vuole trasformare il beyblade in uno sport professionistico, Takao e i suoi amici scoprono con loro grande stupore che a capo dell'impresa c'è Vorkov, il quale afferma di essersi pentito delle sue azioni passate e che ha messo in piedi la B.E.G.A. allo scopo di portare il beyblade in una nuova grande era. Seppur con qualche riserva, Takao decide di dargli una possibilità specialmente dopo aver affrontato e sconfitto Mozes, uno dei Blader più forti dell'impresa. Però, vedendo Yuri ridotto in pessime condizioni da Garland, uno dei migliori blader di Vorkov, cambia idea, anche perché Yuri gli rivela che non è cambiato e che quella dell'uomo redento è solo una maschera per guadagnarsi la simpatia del grande pubblico per poi sottomettere il beyblade alla sua tirannia. Vorkov lancia una sfida a Takao, dopo che lui ha apertamente dichiarato che si opporrà alla B.E.G.A. ovvero una competizione dove lui schiererà i suoi cinque migliori bladers contro la squadra di Takao, i G-Revolution, e nel caso vincesse Takao allora la BBA riprenderà il controllo sul beyblade, in tale occasione Rei e Max decidono di tornare in squadra con Takao, ma Kei invece si schiera con la B.E.G.A. e con lui anche Hitoshi in veste di allenatore. Takao è molto deluso da entrambi vedendo questo come un tradimento, ma Rei gli fa capire che Kei e Hitoshi vogliono solo un'occasione per poter sconfiggere Takao, il campione del mondo, essendo lui l'avversario che tutti vogliono superare. Poi Rei e Takao si affrontano in uno straordinario scontro dove Takao, dando pieno fondo a tutta la sua forza, sconfigge Rei, l'unico tra i suoi compagni che non si era misurato contro di lui al mondiale nel pieno delle sue capacità. Grazie a Rei, che Takao considera ora il suo avversario migliore, il campione del mondo ritrova la serenità, poi K costruisce per lui e i suoi compagni dei nuovo potentissimi beyblade, purtroppo Daichi e Rei vengono battuti dai bladers della B.E.G.A. rispettivamente Ming Ming e Mozes, mentre Max pareggia contro Mistel, quindi i G-Revolution non possono più permettersi una sconfitta, Takao comunque è intenzionato a sconfiggere da solo i due ultimi bladers della B.E.G.A. ovvero Garland e Brooklyn, quest'ultimo in particolare rappresenta la minaccia peggiore in quanto è un prodigio del beyblade, tanto da sconfiggere facilmente Kei, infatti è stato lui a batterlo impedendogli di qualificarsi per la sfida. Kei ritorna a far parte della squadra di Takao e, in rappresentanza dei G-Revolution, sconfigge Brooklyn dopo un'estenuante sfida, poi Takao, con il suo Dragoon Metal Storm, batte Garland. Alla fine, nello scontro dello spareggio, Takao e Brooklyn combattono l'uno contro l'altro, purtroppo dopo la sconfitta contro Kei, il blader avversario, ormai sopraffatto dalla rabbia, scatena contro Takao una forza superiore rispetto a quella che ha usato contro Kei, tanto da distruggere la torre dove si stava tenendo lo scontro. Kei, Max, Rei e Daichi passano a Takao la loro forza con la quale creano il beyblade più forte che esista, rivaleggiando con la forza mostruosa di Brooklyn, quest'ultimo tra l'altro, che è sempre stato solo senza mai appassionarsi al beyblade, per la prima volta si diverte a combattere. Takao e Brooklyn ormai esausti, continuano ad affrontarsi divertendosi, senza badare a chi vinca o a chi perda, circondati dai loro amici che fanno il tifo per entrambi. Hitoshi fa capire a Vorkov che ha perso perché Takao e Brooklyn e gli altri bladers non hanno bisogno di lui e della B.E.G.A. mentre l'esito dello scontro tra Takao e Brooklyn resta ignoto, anche se tutto fa supporre che i due abbiano pareggiato. Nel finale, dove la BBA ha ripreso in mano il beyblade, Takao e Kei si apprestano a sfidarsi ancora una volta al fine di vedere chi tra i due eterni rivali e amici sia il migliore.
Nel manga è Hitoshi, travestito da Jin del Vento, a dare Dragoon a Takao. Nel volume 14, l'ultimo, sono trascorsi 15 anni dall'ultima avventura dei Bladebreakers. Takao ha un figlio, Makoto, che gli somiglia molto. Pur'egli ha una grande passione per il beyblade, e ha ereditato Dragoon dal padre. Seguendolo durante un allenamento, il protagonista dà al bambino anche il suo berretto. Makoto ha un rivale, Gou, il figlio di Kei, e il loro rapporto ricorda quello che esisteva tra i genitori.
È doppiato in giapponese da Motoko Kumai e in italiano da Simone D'Andrea (da ragazzo) e da Renata Bertolas (da bambino in Beyblade G-Revolution).

#### Kei
Kei (火渡カイ?, Hiwatari Kai) è un blader giapponese, che ha vissuto la sua infanzia in Russia, è chiuso e molto scontroso, se ne sta sempre in disparte e inizialmente non considera amici i suoi compagni. Il suo Beyblade si chiama Dranzer (ドランザー?, Doranzaa) e al suo interno è imprigionato il potere dell'Aquila Rossa (朱雀?, Suzaku) o "Fenice Rossa". Il suo elemento è il fuoco. Di origini nipponiche, ha trascorso l'infanzia al monastero di Vorkov. Dal carattere freddo e distaccato, possiede un fisico ben allenato: sul volto sono presenti, all'altezza degli zigomi, dei triangoli blu. Inizialmente a capo degli "Shell Killers", una gang di teppisti, dopo la finale del torneo nazionale si unisce alla squadra della BBA.
Dopo che Takao sconfigge Hiruta, Kei si presenta in qualità di capo degli "Shell Killers": affronta il ragazzo e lo batte facilmente, mandando in pezzi il suo beyblade. In seguito espelle Hiruta dalla banda per aver perso, non prima di avere requisito il suo beyblade, e fa rapire il professor Kappa che aveva informazioni su un beyblade speciale. Il rapimento attira Takao nel nascondiglio della banda, dove il ragazzo sfida nuovamente Kei: nel corso dell'incontro, dalle loro trottole fuoriescono gli spiriti di due animali sacri (il Drago azzurro e l'Aquila rossa) facendo terminare la lotta in parità. Tra lo stupore generale, Kei (il cui beyblade, Dranzer, ha riportato danni) rivela che essi sono Bit Power prima di allontanarsi. Partecipa quindi al torneo nazionale, sconfiggendo Kappa nel primo turno e Max in semifinale: anche questi dimostra di possedere un animale sacro, la Tartaruga nera. In finale si batte ancora con Takao, perdendo 2 round su 3: in quanto finalista, entra comunque a far parte della BBA. Durante il viaggio in Cina, viene designato riserva della squadra: all'infuori del torneo sfida Lai, capo della tribù, che rifiuta per le regole locali. Durante il torneo sostituisce Rei, momentaneamente assente, vincendo facilmente un incontro. Nella trasferta in America combatte due volte, sconfiggendo i messicani e i brasiliani, questi ultimi sostituendo Takao. Per la finale contro gli "All Stars", Kappa gli propone di lottare al posto di Max ma il ragazzo rifiuta.
Nel corso del viaggio in Europa, aiuta la sua squadra a sconfiggere l'Evil Team sulla Torre Eiffel. In Germania, nel castello di Ralph, combatte invece con l'inglese Andrew McGregor perdendo. Si prende la rivincita nella sfida amichevole, che vede scendere in campo 3 componenti per squadra: ad aiutarlo sono anche i suggerimenti di Takao. Quando i BBA visitano la Russia, Kei ricorda di aver trascorso parte della sua infanzia in un monastero locale. Il fatto risveglia la sua memoria, Kei tra l'altro riflette sul fatto che non è diventato il blader perfetto che desiderava essere nonostante i suoi progressi, comprendendo che Dranzer avrà sempre i suoi limiti, quindi Vorkov facendo leva sulla sua ambizione gli dona Black Dranzer, un beyblade dalla forza eccezionale, a patto che si unisca alla squadra russa, quindi Kei tradisce i compagni per allearsi con l'organizzazione sovietica (al cui comando vi è suo nonno): entrato in possesso di Black Dranzer sconfigge le squadre americana e cinese, rubando i loro animali sacri. Consegnato il vecchio Dranzer a Takao, sfida l'intera squadra sul lago Bajkal: viene però sconfitto dopo che Takao usa Dranzer, che lo stesso Kei gli aveva dato quando abbandonò i Bladebreakers e rischia di annegare, dopo che il ghiaccio si spezza per la forza dello scontro. In linea con il suo codice d'onore Kei accetterebbe di morire annegato, ma viene salvato dai suoi amici. Pentitosi, avendo capito che la forza si trae dal rispetto e che da solo non diventerà mai forte, restituisce Black Dranzer a Vorkov e torna con la BBA per l'ultima fase del campionato riprendendosi Dranzer, tra l'altro viene messo in evidenza come il suo modo di relazionarsi con i suoi compagni sia cambiato, diventando più aperto e disponibile nei loro riguardi.
È il primo a scendere in campo, sfidando Sergej: viene sconfitto al primo round, poi suo nonno gli dona il Bit Power dell'Aquila nera che darebbe a Dranzer abbastanza potere da sconfiggere Sergej, in quanto per suo nonno Vorkov e i suoi blader sono solo presenze fastidiose; Kei però sorprende suo nonno combattendo con il Bit Power dell'Aquila rossa avendo capito che se avesse accettato l'aiuto di suo nonno quest'ultimo avrebbe avuto potere su di lui, purtroppo Kei viene sconfitto da Sergej perdendo così il primo incontro e l'Aquila rossa (sottratta dal blader nemico) però è ugualmente felice avendo dimostrato a se stesso di essere cambiato perché pur essendo ancora ambizioso non è più disposto a tutto pur di vincere. Senza l'animale sacro, aiuta Takao ad allenarsi per la finale: quando questi vince il torneo l'Aquila ritorna nel beyblade di Kei, che sarà il primo a voler sfidare il nuovo campione del mondo.
Nella seconda serie, Kei torna a vivere con suo padre studiando in un collegio privato, probabilmente suo padre, anche se la cosa non è stata mai asserita, sostiene il nonno e quindi non ha visto di buon occhio il fatto che Kei lo abbia tradito addirittura i due a stento si rivolgono la parola. Nel collegio Kei conosce Yuya Minami un giovane blader nonché grande ammiratore di Kei che vorrebbe farselo amico, a cui Kei però non presta molta attenzione, trovandolo scocciante alle volte. Kei si vede costretto ad affrontare Dunga, un membro degli Scudi Sacri, un gruppo di blader che vogliono catturare i quattro Bit Power dei Bladebreakers e sigillarli per metterli al sicuro non ritenendo i quattro blader degni del loro potere. Kei, che da molto tempo veniva importunato da Dunga senza cedere alle sue provocazioni in quanto aveva deciso di abbandonare il beyblade (non trovando più avversari alla sua altezza) decide di affrontarlo quando mette in pericolo Yuya, tra l'altro Dunga dimostrandosi un valido avversario riaccende in Kei il desiderio di tornare a combattere.
Kei, Rei e Max vanno a vivere da Takao infatti rimettono in piedi la squadra vista l'urgenza di doversi difendere dagli Scudi Sacri, tra l'altro Kei e Dunga si affronteranno due volte pareggiando in entrambi i casi, questo fa di Kei l'unico tra i Bladebreakers a non aver mai perso contro di loro; inoltre c'è un altro nemico che vuole rubare i Bit Power dei campioni del mondo, ovvero lo Psico Team, che dopo aver raccolto informazioni sui quattro Bit Power riescono a clonarli in laboratorio creando i Bit Power digitali. Yuya, con l'inganno, viene convinto dallo Psico Team a diventare il custode dell'Aquila degitale, con la promessa che avrebbe superato Kei, quindi lo sfida ma sarà Dunga il suo avversario, dopo che Kei aveva rifiutato di battersi contro di lui. A nulla sono serviti i tentativi di Kei di convincere Yuya a capire che stava sbagliando, infatti il ragazzo non riesce a gestire il crescente potere dell'Aquila digitale, infine Yuya sconfigge Dunga ma il Bit Power digitale consuma tutta la sua energia vitale, alla fine Yuya muore tra le braccia di Kei, il quale sarà afflitto da un profondo senso di colpa per non aver salvato il suo amico. Desideroso di vendicarlo affronterà lo Psico Team e i Bit Power digitali con il suo Dranzer V, combattendo contro il nuovo custode dell'Aquila digitale, Gochi, non riuscendo all'inizio a dare pieno fondo alla sua forza non avendo mai perdonato se stesso per non aver salvato Yuya, saranno i rimproveri di Takao a fargli capire quanto vincere sia importante, infatti alla fine Kei batte Gochi distruggendo l'Aquila digitale che ha portato il suo amico alla morte, inoltre lo spirito di Yuya lo ringrazia per averlo vendicato, quindi Kei riesce finalmente a fare pace con se stesso.
Zagart, colui che dirigeva lo Psico Team da dietro le quinte, fa rubare dai laboratori americani una pietra contenente dei Bit Power allo scopo di usarli per catturare quelli dei Bladebreakers, però Kei e i suoi amici riescono a batterli tutti, inoltre Kei sconfigge finalmente Dunga in una sfida a quattro, con l'aiuto di Rei, mentre Dunga pur contando sull'aiuto della sua compagna Jessie perde ugualmente. Sempre fiancheggiato da Rei, il blader parteciperà alla seconda edizione del campionato mondiale di beyblade, lui e Rei arriveranno in semifinale dove affronterà Zeo, il figlio di Zagart, il quale dispone del Bit Power più forte della roccia, infine Kei, dopo aver messo Zeo alle strette, perde ugualmente e Zeo gli ruba l'Aquila rossa. Ferito nell'orgoglio Kei decide di non combattere più, ma Hilary lo convince ad aiutare Takao nell'imminente finale contro Zeo dato che vuole affrontarlo con lo spirito sbagliato. Kei affronta Takao e lo sconfigge facilmente dato che non è nello stato emotivo giusto per affrontare una sfida, poi Kei lo sprona a combattere come meglio sa fare e quindi i due si affrontano un'altra volta in uno scontro equilibrato. Takao batte Zeo alla finale liberando l'aquila di Kei che ritorna da lui.
Nella terza serie, alla vigilia della terza edizione del campionato mondiale di beyblade, la formazione originale dei Bladebreakers si scioglie in quanto Rei e Max preferiscono gareggiare rispettivamente con gli All Starz e i Byakko Zoku nella speranza di poter sconfiggere Takao e uscire dalla sua ombra, mentre Kei in un primo momento decide di gareggiare ancora con il suo compagno di squadra, infatti si qualifica nel campionato nazionale sconfiggendo Daichi diventando quindi, insieme a Takao, uno dei titolari dei Bladebreakers Revolution. Però questo non lo rende soddisfatto infatti in lui arde il desiderio di sconfiggere il suo eterno rivale Takao, quindi abbandona la squadra e partecipa al campionato del mondo affiancando Yuri alla Neoborg con il suo nuovo beyblade, Dranzer Gigs. Quando i due devono affrontare i Bladebreakers Revolution Takao non viene schierato come titolare, scelta presa da Hitoshi, che viene sostituito da Kappa, Kei non prende bene la cosa tanto da non combattere seriamente in quanto aveva lasciato la sua precedente squadra con il solo scopo di affrontare Takao, dunque quando combatte contro Daichi perde di proposito, mentre Yuri, che sconfigge Kappa, perde pure lui contro Daichi allo spareggio. Comunque Kei e Yuri danno prova del loro valore di bladers al campionato mondiale dimostrando di essere la squadra più forte, battendo tutte le altre: Kei sconfigge infatti Raul e Miguel, rispettivamente membri degli F-Sangre e dei Barthez Battalion con facilità, e inoltre riesce a battere Max e Rick degli All Starz da solo. Il primo che riesce veramente a metterlo in difficoltà al campionato del mondo è Rei, tanto che per batterlo Kei si trova costretto ad usare una nuova mossa segreta che aveva ideato per usarla contro Takao. Alla fine Kei affronta Takao in finale come aveva sempre voluto usando un nuovo beyblade, Dranzer Gigs Turbo. Lo scontro tra i due raggiunge proporzioni straordinarie e finisce in pareggio, ma nonostante entrambi i bladers siano allo stremo delle forze, decidono di affrontarsi comunque nello scontro dello spareggio. Infine Takao riasce a battere Kei, conservando il titolo di campione del mondo.
Vorkov dopo tanto tempo ritorna e crea una nuova federazione di beyblade, la B.E.G.A. con l'intento di creare una lega professionista e piegare il mondo del beyblade al suo comando, ma Takao e i suoi amici decidono di fermarlo creando una nuova squadra, i G-Revolution, affrontando i cinque blader della B.E.G.A. in una lotta ufficiale per decidere se lasciare la gestione del beyblade alla BBA o alla B.E.G.A. Anche Kei prende parte alla sfida ma non con i G-Revolution, bensì schierandosi fra le file della controparte, vedendo questa come una ulteriore opportunità per misurarsi con Takao. Entrando alla B.E.G.A. Kei conosce un altro blader che attira la sua attenzione, Brooklyn, considerato il blader più forte dell'impresa per via del suo talento prodigioso, infatti lui non si è mai allenato in tutta la sua vita ma ciò nonostante il suo livello è ineguagliabile. Kei ignora gli avvertimenti di Garland, il quale gli suggerisce vivamente di non mettersi contro Brooklyn, non potendo competere contro di lui, ma lo spirito combattivo di Kei lo spinge a volersi confrontare con un tale prodigio, quindi combatte contro il nuovo rivale durante le selezioni per stabilire chi saranno i cinque blader della B.E.G.A. che dovranno affrontare i G-Revoluition. Ben presto però Brooklyn si rivela essere troppo forte per Kei, il quale non solo riesce a neutralizzare le mosse dell'avversario ma addirittura le ricopia alla perfezione; ciò che veramente ferisce Kei tuttavia, è l'impasse psicologico che Brooklyn esercita su di lui, non potendo accettare il fatto che il suo avversario, forte del suo solo talento prodigioso, riesca a superarlo con tanta facilità nonostante tutti gli sforzi fatti da Kei per diventare un campione. Alla fine Kei viene sconfitto e il suo beyblade distrutto.
Avendo perso il suo posto alla B.E.G.A. Kei si ritira, essendo molto provato fisicamente ed emotivamente dalla sconfitta, poi però si unirà ai G-Revoluition usando il suo nuovo Dranzer Metal Spiral costruito da Kappa, che ha imparato a controllare con l'aiuto di Romero, quindi affronta nuovamente Brooklyn infondendo nel suo beyblade tutta la sua forza vitale raggiungendo il livello del suo avversario. Ben presto Brooklyn si rivela essere ancora il più forte nonostante il nuovo Dranzer, ma stranamente non riesce a sconfiggere Kei, il quale subisce i suoi attacchi senza cedere. Durante lo scontro Kei allora ammette la superiorità del suo avversario, ma allo stesso tempo ha capito qual è il suo punto debole, ovvero la sua incapacità di provare emozioni: Brooklyn infatti non riesce a dare pieno fondo alla sua forza perché non sa provare passione per il beyblade visto che grazie al suo talento ha sempre vinto facilmente. Kei riesce a sconfiggere Brooklyn prendendosi la sua rivincita, poi, durante lo scontro dello spareggio tra Brooklyn e Takao, dona al suo compagno la propria energia vitale, insieme a Rei, Max e Daichi, anche se non è chiaro se alla fin abbia vinto Takao o Brooklyn, infatti tutto fa supporre che quello tra i due sia stato un pareggio. Sconfitto Vorkov la BBA riprende il controllo del beyblade, la serie si conclude con Kei e Takao intenti ad affrontarsi per stabilire ancora chi tra i due amici e rivali sia il più forte. Al termine del secondo e feroce scontro tra Brooklyn e Kai, tutti, compreso il protagonista Takao, non possono fare a meno di esaltare la straordinaria impresa compiuta da Hiwatari. Persino il protagonista, infatti, afferma che probabilmente Kai è migliorato talmente tanto da superare persino lui.
La narrazione del manga si discosta molto da quella dell'anime. Nel volume 1 l'Aquila Rossa si incarna in Dranzer durante uno scontro tra Kei e Takao per il possesso di Dragoon, che il primo vuole per via del Bit Power. Nel volume 4 il padre di Kei appare in un flashback, al termine del torneo nazionale, dove dona al figlio Dranzer-S. Il volume 14, il conclusivo, è ambientato 15 anni dopo le avventure dei Bladebreakers. Kei è il presidente di un'azienda di beyblade e ha un figlio, un bambino di nome Gou. Il piccolo somiglia molto al padre, e ha ereditato da lui Dranzer. Gou è il rivale di Makoto, il figlio di Takao, e ciò ricorda il rapporto che esisteva tra i loro genitori.
È doppiato in giapponese da Urara Takano e in italiano da Luca Bottale.

#### Ray
Ray (金李?, Kon Rei) è un blader cinese appartenente alla Tribù della Tigre Bianca (白虎族?, Byakko zoku). Il beyblade del giovane si chiama Driger (ドライガー?, Doraigaa) e racchiude il potere della Tigre Bianca (白虎?, Byakko); il suo colpo più potente è l'Artiglio di Tigre (Tiger Fang nella versione originale). Rei ha conquistato il Bit Power della tigre, simbolo del capo della sua terra, ma a causa delle regole della tribù, che impongono di non potersi confrontare con bladers esteri, ha deciso di abbandonare il suo villaggio. Poi ha cominciato a viaggiare per tutto il mondo, acquistando una vasta esperienza. Il suo elemento è il fulmine.
Rei è raffigurato come un giovane calmo, intelligente e di mentalità aperta. Anche se non esistono "prove ufficiali" è possibile che le sue caratteristiche siano in qualche modo legate al concetto dello Yin e Yang. Questo concetto è infatti legato alla cultura cinese, paese dal quale Rei proviene.
Il ragazzo si unirà alla squadra di Takao, i Bladebreakers, che parteciperà al campionato mondiale di bey. Nel torneo in Cina, il ragazzo dovrà confrontarsi con i vecchi compagni della tribù: Gao, Kiki, Mao (innamorata di lui) e infine Lai. Questi lo considerano un traditore, ma Rei riuscirà a riconquistare il loro rispetto dopo averli battuti, facendo loro capire di essere scappato dal villaggio solo per acquisire più esperienza. Rei appare in tutte e tre le serie di Beyblade essendo un personaggio principale. Nella prima e nella terza ha un affine legame con l'amica di infanzia Mao, nella seconda ne ha uno forte con una ragazza di nome Salima, a lui nemica.
Nella prima serie, Rei fa la sua prima apparizione nel torneo nazionale del Giappone, dove sconfigge abilmente Takao nel primo round delle semi-finali, tanto da devastargli il beyblade Dragoon, grazie al potente Artiglio di Tigre di Driger; il secondo round viene vinto invece da Takao, e Rei inaspettatamente decide di ritirarsi senza disputare il terzo incontro, quello dello spareggio, poiché resta soddisfatto delle doti del suo avversario, ed aggiunge anche che gli era venuto appetito. Dopo la vittoria di Takao contro Kei, Rei entra a far parte dei Bladebreakers (BBA), in quanto uno dei quattro finalisti.
In Cina viene abbandonato dal suo Bit Power quando perde fiducia in se stesso in uno scontro libero con Kiki. Presto però la Tigre Bianca torna dal giovane, che ha riacquistato sicurezza. Nelle finali a Shanghai, Rei sconfigge Mao, ma la vittoria provvidenziale è quella dello spareggio con Lai, che permette ai BBA di qualificarsi per gli Stati Uniti. Nel torneo americano Rei è l'unico a non trionfare contro gli All Stars; oltre ad un blader pittore di basso rango sconfitto in un'amichevole e agli incontri iniziali del torneo, viene battuto prima da Steve in una sfida non ufficiale, e poi nelle finali contro il giocatore di basket Eddy perdendo due round: Driger e la Tigre Bianca non sono infatti all'altezza dello Scorpione di Trypio (il beyblade di Eddy). Durante il viaggio in Europa, Rei pareggia contro il francese Olivier Polange in un incontro organizzato tra i Bladebreakers e gli European Dream. Nelle finali in Russia sconfigge il temibile Boris della Borg, squadra di Vladimir Vorkov, mettendo a repentaglio la sua vita e finendo per venire ricoverato in ospedale.
Nella seconda serie, Mentre è in Cina Rei, con un episodio simile a quello accaduto ai suoi compagni, viene sfidato da una ragazzina incappucciata che lo sconfigge. Questa si rivela essere Jessie, componente degli Scudi Sacri, che hanno lo scopo di sigillare i Bit Power della BBA. Vi saranno diversi duelli con la ragazzina, che inizialmente il cinese perde. Negli ultimi due scontri Rei riesce ad avere la meglio. Nella lotta contro i blader di Jideon, se la dovrà vedere contro il Cyber Driger di Salima. La sconfiggerà, ma perderà invece lo scontro con Dunga degli Scudi Sacri, che riesce a sigillare la Tigre Bianca; verrà poi recuperata nel combattimento finale contro la squadra di Jessie in un luna park abbandonato. Nelle semi-finali del torneo (a fine serie), Rei duellerà con Gordo (blader di Zagart) finendo in pareggio, mentre il suo compagno Kei verrà sconfitto da Zeo; quindi il duo sarà eliminato.
Nella terza serie, Rei viene sconfitto da Hitoshi, detto Jin del Vento (il fratello di Takao). Per non restare nell'ombra del protagonista torna alla sua Tribù e si iscrive al torneo mondiale assieme ai White Tigers, in coppia con il suo migliore amico Lai. I due Cinesi vincono il primo match proprio contro la BBA di Takao e Daichi in un incontro a due. Successivamente vengono battuti dalla squadra francese di Jean-Paule Barthez, ma solo a causa delle loro scorrettezze.
Vinceranno contro gli All Starz di Max e Rick Anderson in una battaglia dove però si scagliano tutti contro tutti, ma perderanno invece contro Julia e Raul Fernandez degli F-Sangre sia nell'amichevole al circo e sia al torneo. Infine contro la squadra russa dei Neoborg, Lai viene battuto da Yuri Ivanov, e nel match decisivo Rei userà tutta la sua forza contro Kei, tanto che quest'ultimo sarà costretto ad utilizzare una mossa che aveva preparato esclusivamente per la finale; solo così riesce a non perdere e a vincere la partita. Così i White Tigers sono fuori dal torneo, che sarà vinto da Takao, il quale batterà Kei in finale.
Per sconfiggere Vladimir Vorkov, Rei aiuta Takao a collaudare il suo nuovo bey, sfidandolo ed uscendone sconfitto dopo un grande incontro. Successivamente, prima del combattimento contro la BEGA, duella con Mystel (un blader di Vorkov, fortissimo, che aveva sconfitto Lai facilmente) finendo pari il suo incontro. Nella sfida tanto attesa, Rei viene battuto da Mozes nel secondo match, ma solo per poco, infatti il beyblade dell'avversario va in pezzi alla fine dell'incontro.
Nel manga, in uno dei quattro finali di prova ideati da Takao Aoki ed immessi sul mercato per sondare il terreno dell'utenza prima di mettere mano alla conclusione dell'anime, Rei sposa Mao ed avrà una figlia, Rin Kon. Ma sia questo, sia gli altri possibili finali non sono stati portati avanti perché pare non abbiano riscontrato grossi consensi.
È doppiato in giapponese da Aya Hisakawa e in italiano da Francesco Orlando.

#### Max
Max (水原マックス?, Mizuhara Makkusu) è un blader nippoamericano (suo padre è giapponese, mentre sua madre americana) che dopo il divorzio dei suoi è andato a vivere col padre in Giappone; è buffo e gentile con chiunque, la difesa è il suo punto di forza. Il suo Beyblade è Draciel (ドラシエル?, Dorashieru) e al suo interno è imprigionato il potere della Tartaruga Nera (玄武?, Genbu), il cui punto di forza è la difesa. Il suo elemento è l'acqua. Nella prima serie ha 13 anni, un carattere spiritoso e allegro e i capelli biondi: altri tratti caratteristici di Max sono l'uso continuo dell'inglese e la passione per la maionese.
Max si unisce alla squadra di Takao dopo aver partecipato al torneo nazionale, in cui viene sconfitto da Kei nelle semifinali: è in questo scontro che scopre di avere un Bit Power. Nella prima tappa del torneo mondiale, che si tiene in Cina, vince diversi incontri ma nelle finali viene sconfitto da Gao così i Bladebreakers perdono il primo match. Durante il viaggio negli Stati Uniti incontra sua madre Judy, direttrice del team americano PPB: Max farà vincere la sfida con gli americani alla sua squadra battendo nel terzo round della finale Michael Sommers, il miglior blader del team avversario. Questo sarà l'ultimo incontro di Max nella prima serie: infatti non partecipa alla sfida con i ragazzi europei (lasciando il posto a Kei) e nelle finali in Russia non combatte in quanto il suo Bit Power è stato rubato dai Demolition Boys.
Nella seconda serie affronta Mariam, una ragazza appartenente agli Scudi Sacri, che lo ritiene un indegno possessore della Tartaruga Nera. Max le farà cambiare idea, e dopo aver sconfitto insieme un blader mandato da Zagart tra i due nasce un rapporto amichevole.
In Beyblade G-Revolution Max lascia la BBA per unirsi agli All Stars, su invito della madre, e fa coppia con Rick. Dopo l'incontro con la squadra cinese dei Bayutsu, i due diventano grandi amici; nella sfida contro la BEGA di Vorkov Max pareggia contro Mistel, evitando l'eliminazione della BBA-G Revolution. Durante la terza serie, prima che si concluda lo straordinario scontro tra il nippoamericano e Takao(vinto da quest'ultimo al termine di una sfida combattutissima e diventanto, pertanto, campione del mondo per la terza volta)è stato l'unico, insieme al protagonista, ad aver vinto 2 titoli mondiali(il primo alla fine della prima serie insieme a tutta la squadra dei BladeBreakers, seppur sia stato in panchina durate la finale in Russia, mentre il secondo alla fine della seconda serie, in coppia con Takao).
È doppiato in giapponese da Ai Orikasa e in italiano da Nicola Bartolini Carrassi.

#### Professor Kappa
Il Professor Kappa (キョウジュ?, Kyouju) è un ragazzo giapponese che ha una grande conoscenza dei beyblade (oltre che un'intelligenza sopra la media) e porta sempre con sé un computer portatile. Possiede un Beyblade con una molla che gli permette di saltare chiamato Einstein (アインシュタイン?, Ainshutain), riferimento allo scienziato tedesco Albert Einstein. È doppiato in giapponese da Hōko Kuwashima e in italiano da Davide Garbolino. Nella terza serie, vince il suo primo mondiale da giocatore, insieme a Takao e Daichi( seppur sia stato schierato come riserva della squadra e avendo combattuto un solo incontro, tra l'altro giocato a testa alta, ma perso contro Yuri Ivanov).

#### Daichi
Daichi (皇 大地?, Sumeragi Daichi) è un personaggio che appare nella terza serie, anche se la sua prima apparizione è nel film Beyblade - The Movie che però risulta scollegato al filone narrativo della serie. È un ragazzino arrogante e un po' selvaggio, in molti aspetti si potrebbe vedere come un Takao in miniatura, specialmente per il grande appetito ed il costante rapporto guerrafondaio con Hilary, è spesso in guerra con Takao, anche se in realtà lo stima. È basso di statura ed indossa una canottiera azzurra con pantaloncini. Daichi si unisce a Takao, diventato il suo partner nella terza serie, appare proprio come il più debole dei Bladebreakers, ma è comunque un blader di alto livello. Nel film invece possiede una forza molto superiore, quasi capace di superare Takao, infatti lui sarebbe l'arma perfetta per buttare il mondo nel caos. Possiede un Bit Power è il Drago D'Oro ed il suo bey si chiama Gaia Dragoon, accusa sempre Takao di avergli rubato il nome, specialmente perché il suo beyblade gli fu donato da suo padre, in punto di morte. Daichi desidera essere il migliore blader del mondo, così da poter dire che suo padre sarebbe fiero di lui, a suoi occhi l'uomo era un grande eroe, perché è morto per salvare due operai. Durante le fasi del torneo organizzato dal Presidente Daitenji, Daichi riuscirà a sconfiggere in un'occasione Yuri Ivanov, mentre nelle finali il suo duello con Yuri finirà in pareggio. Nello scontro con i blader di Vorkov, Daichi perde il duello contro la cantante cinesina Ming Ming. Daichi duella singolarmente con tutti i componenti della BBA eccetto Rei, se non per un duello a coppia disputato tra Daichi e Takao (BBA) contro Lai e Rei (White Tigers), vinto dai cinesi e sarà proprio Rei a buttarlo fuori dal ring. Duella con Takao nel primo episodio perdendo lo scontro (stessa cosa nel film), viene poi sconfitto da Kei nelle eliminatorie del torneo mondiale, successivamente, nel primo turno del torneo nella squadra di Takao, Daichi vince lo scontro con Kei, ma solo perché quest'ultimo si lascia sconfiggere. Duella anche con Max in un incontro amichevole che viene vinto dal nippo-americano. È doppiato in giapponese da Nao Nagasawa e in italiano da Cinzia Massironi.

#### Hilary
Hilary (立花 ヒロミ?, Tachibana Hiromi) è un personaggio esclusivo dell'anime non compare nel manga. Hilary è una compagna di scuola di Takao, appare per la prima volta nella seconda serie e rimane fino alla fine della terza, compare inoltre anche nel film Beyblade - The Movie. È l'unico personaggio a non avere un beyblade. Hilary ha un carattere molto scorbutico e prorompente, che spesso la portano a litigare con Takao e Daichi. Segue sempre il gruppo della BBA e li aiuta negli allenamenti e nelle preparazioni ai tornei. Il nonno di Takao, Jay, la prende in simpatia perché vede che Hilary tiene in riga Takao, infatti in alcuni casi la difende nei litigi. La ragazza appare molto intollerante nei confronti di Takao, che considera infantile ed irresponsabile, infatti all'inizio si unisce al suo gruppo solo per perseguitarlo, ma dopo che questi le salva la vita, quando viene catturata insieme al Professor Kappa, cambia idea su di lui, ma non smette di litigarci. Ama cucinare, nonostante sia una pessima cuoca (come si nota più volte nella terza serie), è tuttavia un'ottima sarta (si vede quando ripara i pantaloni di Daichi). Inizialmente come tutte le persone comuni non è in grado di vedere i Bit Power, ci riesce per la prima volta durante uno scontro tra Rei e Jessie degli Scudi Sacri, dove la Tigre Bianca del cinese si scontra con il Mammuth di Jessie; grazie anche all'incitazione della ragazza, Rei riuscirà a vincere. Nella terza serie dà anche prova di essere molto gelosa di Ming Ming, l'idol/blader della BEGA. È doppiata in giapponese da Shiho Kikuchi e in italiano da Tosawi Piovani.

#### Presidente Daitenji
Il Presidente Daitenji (大転寺会長?, Dai ten tera kaichō) è il presidente della società BBA e anche l'organizzatore dei tornei che si svolgono sul suolo nipponico. È doppiato in giapponese da Tamio Ōki e in italiano da Adolfo Fenoglio.

#### Mr. B
Mr. B (ミスターB?, Misutā B) è un personaggio che aiuta spesso il professore a potenziare i blade dei Bladebrakers. Compare solo nel manga.

## Personaggi secondari

### White Tigers
È la squadra del villaggio della Tribù della Tigre Bianca (白虎族?, Byakko Zoku), nonché campioni della Cina.
I nomi dei loro Beyblade iniziano tutti con "Garu" e derivano da nomi di animale: Lion (Leone), Lynx (Lince), Monkey (Scimmia) e Garzly (Grizzly). Nella terza serie si unisce alla squadra anche Rei per il campionato mondiale.

#### Lai Cheng
Lai Cheng (チェン・ライ?, Cheng Rai) è un ragazzo cinese, appartenente al villaggio della Tigre Bianca, è il fratello maggiore di Mao. Migliore amico di Rei, durante il torneo si scontrerà con lui nella finale, ritenendolo un traditore per aver abbandonato il villaggio e aver infranto la regola più importante. In palio nella vittoria c'è il bit power della Tigre Bianca, che Lai ritiene di meritare dopo il tradimento di Rei. A questo scopo Lai ha anche imparato tutti gli attacchi tramandati nella tribù della Tigre Bianca appartenenti ai diversi bit-power pur non disponendo del loro potere eccetto il Leone. Nel corso della storia, lui e gli altri componenti dei White Tigers cambieranno idea sul conto di Rei dopo che quest'ultimo dimostrerà di aver agito per il bene del villaggio sconfiggendo Lai. Il suo beyblade si chiama Galuon (ガルオン?, Garuon) e vi è rinchiuso il potere del Leone Nero. Nella terza serie, sentendosi troppo inferiore a Rei, si sottopone ad allenamenti estenuanti che lo temprano fisicamente e psicologicamente. Lai è il capitano dei White Tigers. È doppiato in giapponese da Kôichi Nagano e in italiano da Claudio Moneta.

#### Mao Cheng
Mao Cheng (チェン・マオ?, Cheng Mao) è la sorella minore di Lai e fa parte degli White Tigers; è cinese. Innamorata fin da bambina di Rei, soffrirà molto per la sua partenza. Il suo beyblade si chiama Galux (ガルクス?, Garukusu) e vi è racchiuso il Bit Power di una Lince Rosa e la sua mossa si chiama attacco felino. Mao ha lunghi capelli rosa, legati in una coda da un fiocco dello stesso colore, ma di tonalità più chiara; una frangetta fin sopra gli occhi castano chiari, e dei ciuffi che le cadono davanti agli orecchi. Quando scatena la sua potenza, le pupille e l'iride si restringono; sembrano occhi felini. Nella prima serie, Mao si veste di rosa e bianco: maglia dell'ultimo colore, con un colletto alto dai contorni rosa; felpa legata alla vita della stessa tonalità del fiocco; pantalone bianco che le arriva fin sotto le ginocchia con bordi rosa; scarpe dello stesso colore della felpa. Nella terza stagione, veste di rosa e fucsia. Nel manga, Mao si presenta diversamente: ha i capelli rossi, gli occhi verdi e veste di blu e azzurro.
Mao Chen è una blader cinese di 14 anni, è nata nel villaggio della Tribù della Tigre Bianca nell'entroterra cinese. Ancora giovane, si è unita alla squadra del fratello maggiore Lai, i White Tigers. Mao ha un carattere molto forte, orgoglioso e determinato. Nella semifinale del torneo cinese si è scontrata con Rei, e lì gli rivelerà il suo amore per lui; nonostante tutta la squadra fosse ostile al ragazzo, lei non riuscì mai ad odiarlo come gli altri.
Nella prima serie si rivela molto forte, tanto da competere con Rei vincendo un round contro di lui e perdendo gli altri due. Successivamente, in un incontro amichevole sconfiggerà Steve degli All Starz ma perderà poi nel torneo in Russia contro Kei, che con il suo Black Dranzer gli risucchia la Lince Rosa. Quando poi Takao in finale sconfigge Yuri Ivanov, il Bit Power tornerà in Galux.
Nella terza serie, Mao non duella mai, si offre però di sostituire Lai contro gli F-Sangre. Ma il fratello, che era svenuto in precedenza, rifiuta. Stringe amicizia con Julia e Mathilda, quando si rifugiano in montagna per allenarsi contro la B.E.G.A e duellerà con loro. Mao partecipa alla sfida dimostrativa prima della finalissima tra la BBA e la Neoborg, in quest'occasione lavora in squadra con Rick, anche se poi lo elimina lei perché la sfida era tutti contro tutti, riesce anche a sconfiggere Max e Rei che non l'avevano considerata durante la loro sfida e così diventa effettivamente vincitrice della Sfida Dimostrativa.
Nel manga, Takao Aoki, ha creato diversi finali (in totale quattro), immettendoli sul mercato per sondare il terreno dell'utenza prima di mettere mano ad un finale per la serie animata. In uno di questi, Mao si sposerà con Rei dando alla luce una bambina, Rin Kon. Ma sia questo, sia gli altri possibili finali, non sono stati portati avanti perché pare non abbiano riscontrato grossi consensi. È doppiata in giapponese da Niina Kugamaya e in italiano da Tosawi Piovani.

#### Kiki
Kiki (キキ?) è il componente più giovane e debole della Tribù della Tigre Bianca. Nel torneo cinese è la riserva della squadra, nonostante sia riuscito a sconfiggere Takao (per poi essere sconfitto due volte da quest'ultimo). Il suo Beyblade è Galman (ガルマーン?, Garumaan) ed il suo Bit Power è una Scimmia. È doppiata in giapponese da Junko Shimakata e in italiano da Patrizia Mottola.

#### Gao
Gao (ガオウ?, Gaō) è alto e robusto, alquanto sempliciotto, ma si esalta e tira fuori tutta la sua aggressività quando ha di fronte un avversario abile. Infatti, come dice Rei, se Gao sorride non è mai un buon segno per il suo avversario. La sua forza distruttiva è inferiore solo a quella di Lai. Il suo beyblade si chiama Garzly (ガルズリー?, Garuzurii) ed il suo Bit Power è un Grizzly.

### PPB - All Starz
All Starz (オールスターズ?, Ōru Sutāzu) è la squadra di Judy del progetto PPB (Project Power of Beyblade), campioni negli USA, i quattro blader nella prima serie praticano tutti un particolare sport: Tennis, Football Americano, Basket e Baseball. I loro beyblade iniziano tutti con Tora (traslitterato Try) e prendono i loro nomi dagli animali raffigurati sui loro Bit Power: Eagle (Aquila), Scorpion (Scorpione), Horn (Corno) e Alligator (Alligatore). Queste caratteristiche fanno però eccezione con Rick che appare nella terza serie.

#### Michael Sommers
Michael Sommers (マイケル・ソマーズ?, Maikeru Somāzu) è il membro più forte degli All Starz nella prima serie. Lancia il suo beyblade come se stesse giocando a baseball. Il suo beyblade si chiama Trygle (トライグル?, Toraiguru) ed il suo Bit Power è un'aquila di fiamme. Arrogante, egocentrico e sicuro di sé, Michael adora stare sotto i riflettori, e gli piace essere amato dal pubblico. È un blader molto abile, capace di coordinare le sue potenti tecniche al suo talento di giocatore di baseball.  Durante la finale del torneo americano Michael affronta Max durante il terzo match, nel primo incontro l'americano riesce a vincere facilmente, ma sarà sconfitto negli altri due incontri da Max. Riapparirà in Russia in vista della finale del mondiale tra i Bladebreakers e i Demoliotion boys, infatti la sua squadra, e quella cinese, sono state invitate da Vorkov per affrontare in un'amichevole la squadra russa. Michael, Eddy, Emily e Steve affrontano e vengono tutti e quattro sconfitti da Kei, che ha abbandonato i Bladebreakers per unirsi ai Demolition boys, inoltre ruba a tutti loro i Bit Power; infatti Vorkov non aveva invitato i cinesi e gli americani per una semplice sfida amichevole, ma solo per rubare i loro Bit Power e umiliarli dando sfoggio della superiorità russa. Michael, anche senza Bit Power, aiuta Kei, Lai e Ralph ad allenare Takao, che dopo aver sconfitto Yuri, il capitano dei Demolition boys, restituisce a tutti i Bit Power, compreso quello di Michael.
In Beyblade G-Revolution Michael si prepara per l'imminente terza edizione del campionato mondiale di beyblade, ma la dottoressa Judy ha in mente altri progetti, non ritenendo più Michael, Eddy e Emily all'altezza degli avversari che gli All Starz dovranno affrontare nel mondiale, infatti propone a Max di unirsi a loro, quest'ultimo accetta la proposta, tra l'altro la donna inizia a investire le sue risorse su un altro blader, Rick, un ragazzo di strada con un carattere ribelle completamente diverso da quello di Michael, Eddy e Emily. Purtroppo Michael non prende in simpatia Rick il quale non dà agli Starz molta considerazione tanto da non presentarsi quasi mai agli allenamenti, però alla fine Michael, Eddy e Emily vengono sconfitti da Max e Rick alle eliminatorie per la formazione degli All Starz ai campionati mondiali, infatti Rick ha sconfitto Michael con un colpo solo umiliandolo. Michael si arrabbia con la dottoressa Judy per la poca considerazione che ha dato a lui, Emily e Eddie dato che ora Max e Rick hanno preso il loro posto come titolari mentre Michael e i suoi amici ora saranno costretti a retrocedere a semplici riserve scoppiando a piangere sentendo che tutto ciò per cui ha lavorato in passato non è servito a nulla.
Limitandosi a fare da riserva Michael assiste Max e Rick dalla panchina litigando spesso con entrambi dato che non accetta che hanno preso il suo posto come titolari, ma poi capisce che Rick in realtà è un bravo ragazzo e che quando combatte si fa carico delle ambizioni di coloro che sconfigge compresa quella di Michael, tanto da fare il tifo per lui quando combatte contro Daichi, però alla fine gli All Starz vengono eliminati ai mondiali dai Bladebreakers Revolution. Michael e Emily aiutano Takao e i G-Revolution, insieme alle altre squadre che al mondiale hanno combattuto contro di loro, a prepararsi in vista della sfida contro i blader della B.E.G.A.
Nel manga Michael appare nel capitolo speciale in coda al quarto volume ("Ecco Michael") e come altri personaggi Michael è un personaggio molto differente da anime e manga. Nel fumetto Michael è mandato alla ricerca di Takao (perdutosi dopo il suo arrivo in America con Max) da Judy ed insieme al blader giapponese sconfiggerà una banda di teppisti, instaurando anche una profonda amicizia.
È doppiato in giapponese da Kappei Yamaguchi e in italiano da Diego Sabre.

#### Eddy
Eddy (エディ?, Edi) è uno dei più forti degli All Starz nella prima serie, infatti sconfigge Rei molto facilmente. Lancia il suo beyblade Trypio (トライピオ?, Toraipio) come una palla da Basket, il suo Bit Power è uno scorpione. È doppiato in giapponese da Hisayoshi Suganuma e in italiano da Paolo Sesana.

#### Steve
Steve (スティーブ?, Sutību) è molto forte ed assume la posa da giocatore di football americano quando lancia il suo beyblade, sconfigge Rei in un incontro libero, ma verrà poi sconfitto da Takao. È l'unico del PPB a non comparire nella terza serie, ma nelle immagini dei titoli di coda finali viene mostrato con la gamba ingessata insieme al resto della squadra, probabilmente non ha preso parte ai tornei della terza serie per via di questo infortunio . Il suo beyblade si chiama Tryhorn (トライホーン?, Torahoon) ed il suo Bit Power è un bisonte. È doppiato in giapponese da Ken'ichi Suzumura e in italiano da Giuseppe Calvetti.

#### Emily
Emily (エミリー・ワトソン?, Emirī Watoson, Emily Watson) è un membro degli All Starz e componente del PPB di Judy, nel team svolge lo stesso ruolo che il professor Kappa svolge nei BBA (ma è molto più potente di lui). È una ricercatrice oltre ad essere un'ottima tennista, e compare nella prima e nella terza serie. È un vero genio, il suo beyblade si chiama Trygator (トライゲータ?, Toraigeeta) ed è un alligatore. Emily è la giovane assistente della dottoressa Judy, la madre di Max dei Bladebreakers, che è anche direttrice del PPB. Il PPB è un istituto di ricerca americano, i cui studi si concentrano sui beyblade. Qui vengono anche allenati bladers, e i migliori quattro, detti top bladers, sono stati scelti da Judy per far parte degli All Starz. Emily è la riserva del gruppo e, come il professor Kappa dei Bladebreakers, raccoglie informazioni sugli avversari. È una giocatrice  molto intelligente e molto forte, grazie agli allenamenti del PPB, riesce a sfruttare le sue capacità di tennista nelle gare di beyblade (infatti il suo dispositivo di lancio è una racchetta da tennis). Essendo molto intelligente e preparata si dimostra all'inizio molto sicura di sé e presuntuosa.
I Bladebreakers incontrano Emily e Judy durante la loro visita al PPB. Subito le due si mostrano sicure della superiorità degli All Starz, che possono contare sulle avanguardie scientifiche; ovviamente la squadra del figlio della dottoressa non pensa lo stesso, per cui le due fazioni organizzano una sfida per decidere quale tra esse sia la migliore. Scendono in campo tre bladers di ciascuna squadra. Max gioca per ultimo e viene immediatamente sconfitto da Emily.
Emily considera la compagine della BBA di classe inferiore, ma ha un certo interesse per Kei, la riserva molto forte dei Bladebreakers, che il PPB non è riuscito ad osservare e quindi studiare. Giunge finalmente il giorno della finale negli USA, e gli All Starz devono vedersela proprio con i Bladebreakers, che già da tempo avevano dati per spacciati. La riserva non gioca, ma aiuta i suoi compagni raccogliendo informazioni sullo stato attuale dei rivali. Ma alla fine la scienza si rivela inutile contro lo spirito di squadra che dà a Max la forza di vincere l'ultimo round contro Michael e di riportare, così, un trionfo per la sua squadra. Giunge in Russia per gli incontri amichevoli proposti da Vladimir Vorkov e tutta la sua squadra, inclusa Emily, viene sconfitta da Kei a causa del suo nuovo Black Dranzer perdendo così i loro Bit Power. Quando Takao sconfiggerà Yuri, il capitano della squadra russa, restituisce a tutti i rispettivi Bit Power.
In Beyblade G-Revolution Emily, Michael e Eddy si preparano per l'imminente terza edizione del campionato mondiale di beyblade, ma la dottoressa Judy ormai, non ritenendo più Emily e i suoi compagni di squadra all'altezza degli altri blader che parteciperanno al mondiale, decide di puntare su Max, proponendogli di entrare a far parte degli All Starz, e anche su Rick, un ragazzo di strada i cui modi sono totalmente diversi da quelli degli altri blader che combattono al seguito della dottoressa Judy. Purtroppo Emily, Eddie e Michael vengono sconfitti da Max e Rick ai tornei di qualificazione per la nomina dei titolari degli All Starz ai campionati mondiali, infatti Emily, sicura di poter sconfiggere Max facilmente, ha pagato a caro prezzo la sua arroganza, perché pur avendo combattuto bene mettendo l'avversario in difficoltà, Max dando prova della sua superiorità, la sconfigge. Emily, Michael e Eddy vengono dunque retrocessi a semplici riserve, i tre sono molto ostili nei riguardi di Max e Rick non sopportando il fatto che gli abbiano messi in ombra, limitandosi ad assistere agli incontri dalla panchina, ma poi, vedendo Rick combattere per tutta la squadra in onore di tutte le loro ambizioni, e vedendo pure il coraggio di Max nell'affrontare Takao, Emily fa il tifo per entrambi insieme a Michael e Eddy, ma purtroppo i Bladebreakers Revolution vincono la sfida. Emily aiuterà Miguel e Kappa nella realizzazione dei beyblade ultimo modello Heavy Metal System con i quali Takao, Rei, Kei, Max e Daichi affronteranno i blader della B.E.G.A.
È doppiata in giapponese da Yukari Honma, mentre la voce italiana non è attualmente disponibile.

#### Rick Anderson
Rick Anderson (リック・アンダーソン?, Rikku Andāson) è un ragazzo statunitense, fa la sua prima apparizione nella terza serie; è il nuovo blader inserito da Judy nel PPB. Ha un carattere aggressivo ed arrogante, ma si troverà a far coppia assieme a Max nel torneo mondiale. Il suo beyblade si chiama Rockbison (ロックバイソン?, Rokkubaison) ovvero "Bisonte di Roccia". Rick, è un blayder fortissimo, infatti batterà Michael ai tornei di qualificazione, la dottoressa Judy confida molto in lui e nelle sue capacità, tra l'altro batterà anche Yuri nonostante ciò sia avvenuto solo grazie al generatore di elettricità del campo di lotta, purtroppo perderà contro Kei non potendo competere con la sua forza. Lui e Max hanno spesso delle diatribe, Rick lo reputa solo un ragazzino viziato, i due affronteranno Lai e Rei in un incontro di coppia dove saranno gli avversari a vincere, ma il rapporto tra Rick e Max ne gioverà molto infatti impareranno ad andare d'accordo. Dopo essere stato battuto nell'incontro con la BBA da Daichi, rivela ai compagni di aver sempre combattuto anche per chi aveva riposto in lui le sue speranze di vittoria e per chi aveva perso contro di lui, per questo per lui vincere è sempre stato importantissimo e non ha mai desiderato parole di incoraggiamento dopo una sconfitta. A dispetto delle apparenze Rick è un bravo ragazzo, inoltre si è dimostrato saggio e sensibile alle volte, e nonostante il suo stile di lotta sia incentrato su un attacco deciso e violento, è ugualmente una persona analitica e riflessiva. È doppiato in giapponese da Takehiro Murozono e in italiano da Pino Pirovano.

#### Judy
Judy (ジュディ 水原?, Judi Mizuhara) è la madre di Max, è a capo del PPB ed allena la squadra All Starz. Compare in tutte e tre le serie animate. Inizialmente tratta Max in modo indifferente pensando solo alla vittoria, delusa dal fatto che il figlio fosse, a suo giudizio, troppo debole. Si ricrederà quando Max vincerà lo scontro decisivo contro Michael nella finale del tornei in America. Di origini americane, vive lontana dal figlio, che è per metà giapponese. Nella serie Beyblade V Force, Max si è trasferito col padre negli USA. Judy è la direttrice del PPB (un istituto americano che studia i beyblade), per cui anche degli All Starz, la squadra dei bladers statunitensi, i migliori del PPB. Fiduciosa nella scienza e sicura della superiorità dei suoi giocatori, Judy si dimostra all'inizio presuntuosa con i Bladebreakers. La sua storia differisce tra manga e anime.
Nel manga, Judy appare per la prima volta nel capitolo speciale "Ecco Micheal" (volume 4), in cui rivede il figlio, recatosi in America per un viaggio di piacere. Intervenuta la squadra americana di bladers per risolvere un problema del ragazzino, Judy si rivela esserne il presidente. Per questo, Max decide d'impegnarsi ancor più nel torneo. Judy riappare quindi nel volume successivo, dove quasi tutta la sua squadra viene battuta da Max; la donna è orgogliosa dei progressi del figlio, ma anche determinata a vincere il torneo mondiale. Dopo la vittoria dei Blade Breakers, si complimenta con il figlio per i suoi miglioramenti, e gli augura buona fortuna per il match successivo. Diversamente dall'anime, il manga mostra Judy come un personaggio minore; inoltre, la donna non ripone la stessa fiducia nella scienza e nella tecnologia (difatti, nell'opera cartacea non appaiono tutti i supercomputer della serie TV).
Nell'anime invece, vinto il torneo cinese di beyblade, Max e i Bladebreakers si qualificano per le competizioni mondiali. Giunto in America, il ragazzino è ansioso di incontrare la madre, che non vede da molto tempo. Pensa che lei lavori in un college, ma la ritrova nell'istituto del PPB, dove i Bladebreakers si recano per un appuntamento preso dal loro presidente. Judy è felice di rivedere suo figlio, ma sembra cambiare atteggiamento quando scopre che Max fa parte della squadra giapponese. Lui si accorge della freddezza della madre, che non ha remore a proclamare la superiore forza dei bladers americani. Rimane infatti fiduciosa durante la sfida amichevole fra tre giocatori del PPB e dei Bladebreakers. L'obiettivo è mostrare se sia più forte la squadra nipponica o quella americana. Max è l'unico a perdere. Viene sconfitto da Emily, l'assistente di Judy, la quale tra i giocatori che hanno partecipato all'incontro è l'unica top blader del PPB, cioè il solo vero membro degli All Starz. Era tutto calcolato: Judy ed Emily volevano studiare i Bladebreakers senza dar loro l'occasione di vedere all'opera la squadra americana. La madre di Max può ora affermare che il figlio e i suoi compagni non vinceranno il campionato. Max è in crisi: la madre sembra distante e arrabbiata con lui per la sua sconfitta; non riesce a parlarle, anche se vorrebbe, e inoltre lo lascia nei guai quando lui e i Bladebreakers fanno scattare l'allarme nel PPB (sono degli intrusi che vengono accusati di essere spie). Tra Max e Judy si interpone una parete di vetro che non lascia scampo al figlio della dottoressa e ai suoi compagni, ma la signora Mizhuara, dopo essersi fermata a guardare Max che la chiama disperatamente, decide di allontanarsi. Lui è turbato, sa che la madre è schierata dalla parte degli Americani, gli avversari dei Bladebreakers. Judy afferma che non lascerà che il legame che la unisce al figlio interferisca con il suo obiettivo: vincere il torneo mondiale. Nonostante questa apparente insensibilità, la donna è contenta quando si accorge che Max sta maturando. Segue anche l'incontro ufficiale tra lui e un rappresentante della squadra messicana. In verità gli Americani hanno già raccolto molte informazioni sul figlio della dottoressa, ma quando Michael, il leader degli All Starz, le chiede se vuole lasciare le tribune, Judy finge di approfittare delle telecamere che il PPB ha già piazzato per raccogliere altre informazioni. Emily, che resta con lei, intuisce il vero motivo per cui la dottoressa vuole rimanere. Dunque Judy osserva la sfida di Max, preoccupata della forza dell'avversario. Pensa che il figlio sia troppo debole, ma alla fine lui vince il match. I Bladebreakers battono i Messicani, ma Judy sa che se affronteranno la sua squadra, andranno incontro ad un'umiliazione eclatante.
È doppiata in giapponese da Yomiko Advertising nella 1ª serie e da Yumi Tōma nella 2ª e 3ª serie e in italiano da Renata Bertolas.

### European Dream - Majestic
I Majestic (conosciuti nell'edizione italiana come European Dreams), in originale Euro Team (ユーロチーム?, Yūro Chīmu) sono la squadra europea, formata dai campioni di beyblade francese (Olivier), italiano (Gianni), tedesco (Ralph) e britannico (Andrew). Nell'anime sono la causa della nascita del Team delle Tenebre, mentre nel manga appaiono durante il torneo nel volume 5. Nell'anime usano delle armi bianche come dispositivo di lancio per i loro beyblade ed all'inizio sono molto arroganti, ma in seguito capiscono l'importanza dello spirito di squadra. Sono tutti figli di famiglie nobili ed estremamente ricche, ragion per cui sono tutti molto eccentrici.
Da notare che esistono stati Europei (come la Spagna nella terza serie o la Danimarca nel manga) che vengono rappresentati da squadre proprie.

#### Ralph Jurgens
Ralph Jurgens (ラルフ・ユルゲンス?, Rarufu Yurugensu) è il campione di beyblade tedesco e leader del gruppo. È un ragazzo molto ricco ed altezzoso. Il suo beyblade si chiama Grifolyon (グリフォリオン?, Guriforion) e come bit power ha un grifone. Nel manga il suo beyblade è in grado anche di trasformarsi in un modellino di grifone. Nell'anime è un rivale di Takao, mentre nel manga lo è di Kei. Alla sua prima apparizione usa un normale dispositivo di lancio, mentre più avanti userà un mazzafrusto. È doppiato in giapponese da Yuuki Matsuda e in italiano da Lorenzo Scattorin.

#### Gianni Tornatore
Gianni Tornatore (ジャンカルロ・トルナトーレ?, Jankaruro Torunatōre, Giancarlo Tornatore) è il campione italiano di beyblade e vive a Roma, figlio di una famiglia molto agiata, è molto sicuro di sé, ma il beyblade non è la sua unica passione, difatti ama molto uscire con le sue due ragazze. Il suo beyblade si chiama Amphilyon (アンフィリオン?, Anfirion) ed il suo bit power è una Anfesibena (un grande serpente a due teste, la seconda posta sulla coda), di cui Tornatore sfrutta l'energia senza pensare a lui come un amico, ma come un servitore. Utilizza come dispositivo di lancio una spada ed uno scudo dell'Antica Roma.  Quando scende in campo indossa l'armatura di un gladiatore dell'antica Roma. È il terzo blader migliore del campionato europeo dietro a Ralph ed Andrew, mentre lo stesso Olivier ha affermato di essere il più debole del gruppo e che proprio Gianni gli è superiore. Nella prima serie è il campione del torneo italiano di beyblade, durante il quale ha battuto clamorosamente Kairone con il suo Anphilyon. Dopo essere stato umiliato dalla forza della creatura, l'avversario ha ricevuto il potere di un Bit Power malvagio ed è diventato uno dei Bladers delle Tenebre. Ora desidera vendicarsi di Gianni e distruggere le nobili bestie che animano i bey.
Tornatore si è anche classificato al terzo posto nel torneo europeo di beyblade insieme al francese Olivier Polange, dopo Ralph Jurgens ed Andrew McGregor. Questi quattro sono stati scelti per far parte degli European Dream, la squadra che avrebbe dovuto rappresentare l'Europa al campionato mondiale di bey. Ma Gianni e gli altri si sono rifiutati di formare un gruppo, stimando che il gioco di squadra offuschi le capacità individuali dei bladers. Quindi, l'italiano non partecipa alla grande competizione. Takao, Kei, Rei, Max e il professor Kappa, su consiglio di Olivier, si recano a Roma, dove il primo potrà sfidare Gianni. Già dall'inizio, l'italiano appare superficiale e bizzarro. Non accetta subito la sfida di Takao, considerandolo un po' fissato con il beyblade; lui preferisce passare del tempo con le sue ragazze. Ma l'altro lo giudica negativamente e lo ferisce nell'orgoglio, per cui Gianni accetta di misurarsi con lui.
I due si affrontano il giorno dopo in un'arena che ricorda il Colosseo dell'antica Roma; è stata fatta costruire da Tornatore per l'occasione. Il blader italiano controlla completamente il suo Bit Power, e batte Takao. Ma Gianni non è soddisfatto: prova una strana sensazione ricordando l'incontro. Perciò accetta di concedere la rivincita al rivale, nonostante Olivier, giunto a Roma, glielo sconsigli, reputandolo più forte dell'avversario. Questa volta Takao ha un asso nella manica: confonde le due teste di Anfisbena con i movimenti del suo bey. La creatura si innervosisce, le due teste si azzuffano tra loro e Gianni perde il controllo su di essa. Il Bit Power si scaglia contro il suo "padrone", ma il ragazzo, convinto di poter dominare la bestia, viene aiutato dallo sfidante, che fa fermare il beyblade di Gianni, vincendo l'incontro. Alla fine, Tornatore suggerisce a Takao di andare in Germania e sfidare Ralph Jurgens, ancora più forte di lui.
È doppiato in giapponese da Daisuke Sakaguchi e in italiano da Luca Sandri.

#### Andrew McGregor
Andrew McGregor (ジョニー・マクレガー?, Jonī Makuregā, Johnny McGregor) è il campione del Regno Unito di origine scozzese, pratica golf e tennis, è figlio di un noto industriale ed è stato insignito del titolo di cavaliere dalla regina d'Inghilterra. Si fa chiamare il Gladiatore scozzese. Il suo beyblade si chiama Salamaryon (サラマリオン?, Saramarion) ed il suo bit è una Salamandra e viene lanciato con un'ascia. Di carattere è molto sarcastico, snob e pungente. Gianni e Olivier lo ritenevano il ragazzo più acido che conoscessero prima di sentire Kei rivolgergli la parola. Ha vinto il campionato nazionale, sconfiggendo Lupinex con l'ausilio del suo bit power: ha poi partecipato al campionato europeo, perdendo in finale contro Ralph. Insieme allo stesso Ralph ed ai semifinalisti (Gianni e Olivier) avrebbe dovuto comporre un team, per rappresentare il vecchio continente ai campionati mondiali: i quattro si sono però rifiutati, poiché convinti sostenitori del gioco individuale. Andrew appare in Germania, mentre sta giocando a scacchi con Ralph nel suo castello: per incontrare il campione tedesco, i BB sono arrivati da Roma. Quando Takao chiede a Ralph la rivincita, questi rifiuta dato che per principio non si batte mai due volte con la stessa persona: l'invito è però raccolto da Andrew che lancia il guanto di sfida a Kei, reo di aver insultato la sua regina. I due combattono uno scontro interessante, nel quale McGregor ricorre ai poteri della sua creatura sacra per vincere. Combatte ancora contro Kei nell'esibizione indetta da Ralph, perdendo a causa di una tattica usata già da Takao contro Gianni in Italia. È doppiato in giapponese da Chiharu Tezuka e in italiano da Massimo Di Benedetto e Felice Invernici solo nell'episodio 33.

#### Olivier Polange
Olivier Polange (オリビエ・ポーランジェ?, Oribie Pōranje) è il campione francese e vive a Parigi dove incontrerà i Bladebreakers durante il loro viaggio in Europa. Il suo beyblade si chiama Unicolyon (ユニコリオン?, Yunikorion) ed il suo bit power è un Unicorno. Usa uno stocco come dispositivo di lancio. È molto ricco perché è figlio di un miliardario. Ha vinto il campionato nazionale classificandosi poi al terzo posto (insieme a Gianni Tornatore) in quello continentale dietro Ralph e Andrew: i quattro giocatori avrebbero dovuto formare una squadra per rappresentare l'Europa al torneo mondiale ma si sono rifiutati in quanto convinti del gioco individuale e non di quello collettivo. Olivier incontra i Bladebreakers a Parigi, sulla Torre Eiffel, quando questi stanno affrontando l'Evil Team: terminato lo scontro, si presenta dicendo che voleva accorrere in loro aiuto chiedendo ai ragazzi di non offendersi. Il giorno seguente, Takao e il Professor K. vogliono visitare un museo ma scoprono che questo è stato affittato proprio da Olivier: dopo essere entrati eludendo la guardia, Takao e l'amico incontrano il blader francese che più tardi offre loro un pranzo nel suo ristorante personale (in cui è chef). Dopo il pranzo, Olivier propone a Takao un incontro nel suo campo di gioco personale: il duello, a cui assiste molta gente, termina in parità con entrambe le trottole che volano fuori dal campo. Olivier consiglia poi al giapponese di recarsi a Roma, per affrontare Gianni. Il blader parigino viene poi rivisto in Italia, durante la rivincita tra Gianni e Takao: dopo la vittoria del nipponico, accompagna (insieme all'italiano) i BB in Germania, con il suo dirigibile, per la sfida contro Ralph. Nell'esibizione tra i BB e i campioni europei, è il primo a scendere in campo pareggiando contro Rei. È doppiato in giapponese da Omi Minami e in italiano da Patrizio Prata.

### Borg - Neoborg
La Borg (ボーグ?, Bōgu) è la squadra campione della Russia creata da Vladimir Vorkov, i suoi membri cresciuti e allenati nel Monastero Vorkov, sono considerati i più forti del mondo. Nella terza serie si chiameranno Neoborg e nel loro team ci sarà anche Kei. I loro beyblade sono: Wolf (Lupo), Falcon (Falco), Sea (Mare) e Viper (Vipera). Nella prima serie la squadra è nota come Demolition Boys, mentre Borg è il nome dell'organizzazione a cui appartengono. La Borg aveva come scopo finale quello di conquistare il mondo con il potere dei bit power utilizzato come armi militari. La squadra nella terza serie, rinominata Neoborg con Yuri come leader, è una semplice squadra di blader senza alcun secondo fine.

#### Yuri Ivanov
Yuri Ivanov (ユーリ・イヴァーノフ?, Yūri Ivuānofu) è un ragazzo russo, nato e vissuto a Mosca, compare nella prima e nella terza serie. Yuri è il capitano della squadra russa, la Borg, conosciuta anche con il nome di Demolition Boys. Come Kei ha vissuto un'infanzia tormentata nel monastero Vorkov, e come tutti i membri della sua squadra è freddo e schivo. Il suo beyblade si chiama Wolborg (ウルボーグ?, Uruboogu) e contiene lo spirito di un Lupo alato d'argento. Il suo elemento è il ghiaccio. Dal fisico esile, ma allo stesso tempo atletico e slanciato, ha gli occhi freddi e di un azzurro intenso, brillante, che rappresentano il suo carattere freddo e distaccato, carnagione chiara e capelli rossi, alzati con due ciocche davanti al viso che gli scendono fin sotto al mento. Descritto molto spesso come un ragazzo dalla bellezza distinta, particolare e rara.
Fin da bambino è entrato nel monastero di Vladimir Vorkov per giovani talentuosi blader. Infatti il ragazzo fin da bambino aveva mostrato il talento innato per il beyblade. Il suo beyblade si chiama Wolborg, c'è un motivo ben preciso di questo nome: -wol perché il suo Bit Power, raffigura un lupo delle nevi alato che mostra la forza del vento russo, mentre -borg rappresenta l'associazione della quale lui fa parte, infatti tutti i membri dei Demolition Boys hanno un bey blade che finisce per Borg. Nella prima serie Yuri è considerato non solo il blader russo più forte del suo paese, ma anche del resto del mondo. Sconfigge Eddy degli All Starz facilmente in un incontro amichevole e mette a dura prova Takao nella finalissima, dove però alla fine Yuri viene sconfitto.
Nella terza serie è compagno di Kei nella Neoborg nel torneo mondiale. Durante il primo match batte il Professor Kappa, ma sottovaluta Daichi nello spareggio perdendo l'incontro. Nonostante la sua incredibile bravura viene anche sconfitto da Rick Anderson degli All Starz. Vince invece tutti i restanti incontri, contro Lai Cheng e i membri degli F-Sange e dei Barthez. Nelle finalissime il suo scontro con Daichi finisce in pari mentre il suo compagno Kei perde la finale con Takao. Yuri, Sergei e Boris vengono sfidati dal loro vecchio padrone Vorkov e sconfiggono alcuni suoi scagnozzi, ma quando affrontano Garland Zettbarth non solo vengono surclassati, ma finiscono in coma.
Nel finale, quando tutti si uniscono a dare forza a Takao per sconfiggere Brooklyn, anche il russo si risveglia (e si suppone anche i suoi compagni) contribuendo a dare potere. Si ritiene che Yuri sia l'unico blader che oltre ai 5 protagonisti riuscirebbe a padroneggiare i Beyblade ultimo modello Heavy Metal System pur non avendolo mai utilizzato poiché è forte quanto Daichi. È doppiato in giapponese da Chiaki Morita e in italiano da Felice Invernici.

#### Boris
Boris (ボリス・クズネツォーフ?, Borisu Kuzunetsōfu, Boris Kuznestov) è, assieme a Sergei, il più forte della Borg dopo Yuri. Non è risaputo chi tra lui e Sergei sia il più forte. Compare nella prima e nella terza serie, dove ha rispettivamente 16 e 18 anni, così come il compagno Yuri. Boris è considerato il blader più spietato della Borg, infatti nel suo incontro con Rei usa molti attacchi contro Rei per fargli perdere tutte le forze. Infine il cinese vince mettendo a repentaglio la propria stessa vita e finendo in ospedale. Il suo beyblade si chiama Falborg (ファルボーグ?, Faruboogu) e il suo Bit Power è un Falco. Boris è schivo e un freddo calcolatore, inoltre sembra non provare minimamente emozioni benevole; questo è dovuto alle torture che da bambino ha dovuto subire all'interno del Monastero Vorkov, insieme ai suoi compagni. A causa di ciò non prova alcun rispetto per Vorkov ne per le altre autorità del monastero (nel manga ha anche provato a ucciderlo), infatti è lieto nella terza serie di andare contro Vorkov ed aiutare Yuri in qualunque cosa, contemporaneamente riesce a stringere anche un rapporto con Kei. È un ragazzo molto tattico e poco impulsivo, porta dentro di sé molta rabbia repressa che riesce a controllare e sfogare sull'avversario durante i suoi incontri a beyblade. Nella prima serie, durante le finali del torneo di beyblade contro i Bladebreakers, manderà Rei all'ospedale, dal momento che il russo attaccherà il cinese, ferendolo e combattendo contro di lui, anziché con il suo bey, ma nonostante tutto Rei riesce ad aggiudicarsi la vittoria. A causa del suo carattere freddo e poco amichevole non si capisce bene che tipo di rapporti abbia con le persone. Nella terza serie viene messo in panchina poiché l'entrata di Kei ha rimpiazzato lui e Sergei. Prima della finale, mentre Daichi e Yuri stanno combattendo, Kei si scontra con Boris e Sergei battendoli con fatica, per stancarsi e mettersi al pari di Takao che era rimasto esausto nell'ultimo scontro prima della finale. Nell'ultima parte di G-Revolution, insieme a Yuri e Sergei sconfigge alcuni ragazzi di Vorkov, ma quando lottano con Garland Zettbarth vengono surclassati totalmente. Boris appare per l'ultima volta nella sigla di chiusura dell'episodio finale, in Russia, insieme a Yuri, Sergei e Ivan. È doppiato in giapponese da Wasabi Mizuta e in italiano da Claudio Ridolfo.

#### Sergei
Sergei (セルゲイ?, Serugei)
È il primo sfidante nelle finali in Russia e sconfigge Kei in due round secchi. Il suo beyblade si chiama Seaborg (シーボーグ?, Shiiboogu) e il suo Bit Power è una Balena. Il suo elemento è il mare. È doppiato in giapponese da Tomokazu Sugita e in italiano da Riccardo Lombardo.

#### Ivan Pahov
Ivan Pahov (イワン・パホーフ?, Iwan Pahōfu)
È il blader meno forte della Borg, ciononostante, quando fa la sua prima apparizione, tiene testa a Takao. Prima delle finali sconfigge Steve degli All Starz. È l'unico dei russi a non comparire nella terza serie. Il suo beyblade si chiama Wyborg (o Vyborg) (ワイボーグ?, Waiboogu) e il suo Bit Power è una Vipera. È doppiato in giapponese da Aya Sakaguchi, mentre la voce italiana non è attualmente disponibile.

### Scudi Sacri
Gli Scudi Sacri (セント・シールズ?, Sento Shīruzu, Saint Shields) sono una squadra incaricata di ritrovare i quattro Bit Power leggendari che adesso appartengono al team BBA. Provengono da uno sperduto villaggio cinese da dove proviene il gioco del beyblade. I quattro vogliono impadronirsi dei bit power perché ritengono che essi sono troppo pericolosi per essere lasciati in mano a persone comuni o in balia dei cattivi, ma quando capiscono che sono in buone mani, cambiano idea.

#### Mister X
Mister X (オズマ?, Ozuma, Ozuma nell'edizione giapponese) è il capitano degli Scudi Sacri, ha circa 15 anni. Cercherà in tutti i modi di appropriarsi del Drago Azzurro, il Bit di Takao. Nei primi due episodi della versione originale si fa chiamare Mister X, svelando poi il suo vero nome, mentre nella serie italiana verrà chiamato sempre Mister X. Compare nella seconda serie assieme al suo team. Non è noto da dove gli Scudi Sacri provengono; si sa solo che sono originari del villaggio dove è stato inventato il gioco del beyblade. Possiede un Bit Power invisibile non solo alle persone comuni, ma anche ai possessori di Beyblade, anche se poi il bit power comincerà a mostrarsi, questo porta il nome di Flash Leopard (フラッシュレオパルド?, Furasshu Reoparudo) e ha per l'appunto l'aspetto di un Leopardo Nero. Mister X si presenta come personaggio alquanto misterioso che sfida Takao, battendolo. Si presenta per i primi episodi sotto il nome di Mister X, prima di svelare la sua vera identità, cosa che non accade nella versione italiana, dove è sempre noto col suddetto nome. Proviene da un villaggio sperduto tra le montagne asiatiche, dal quale è nato il gioco del beyblade. Mister X è il più saggio del gruppo, è pensatore e calcolatore, sa cogliere sempre il momento giusto ed è di parola, ha molto chiare le sue idee ed è molto intelligente. Affida ai suoi amici sempre compiti ben precisi e vorrebbe che i ragazzi non cambiassero i programmi troppo spesso.
È sempre molto attento ai dettagli, e adempiere alla sua missione è l'unica cosa che ha in testa, infatti rimane deluso dai suoi amici quando cercano di fargli capire che i Bit sacri sono in buone mani, quando lo capisce, decide di combattere per impedire che questi finiscano in mani sbagliate. Lo si vede aiutare molto i Blade Dreakers in diverse occasioni, contro Jideon e Zagart, inizialmente solo per evitare che non venissero catturati per usarli in modo sbagliato Ha capelli neri alti con in mezzo un ciuffo rosso, gli occhi verdi senza pupilla e porta un orecchino d'oro (Come tutti i membri della sua squadra).
Il suo primo incontro è con Genta, il finalista del torneo di Akebono a inizio serie, che ovviamente vince dopo di che sconfigge Takao il campione mondiale sia al torneo che in una rivincita, nella prima occasione il Bit Power era invisibile quindi Takao non aveva evocato il Drago Azzurro (Seiryu), nella seconda invece Takao viene a conoscenza dell'invisibilità della Pantera Nera grazie al Professor Kappa e allora Mister X glielo mostra, ma Takao non riesce a richiamare la sua creatura e quindi viene nuovamente sconfitto.
Nel terzo incontro finalmente Takao riesce a richiamare il suo Bit Power e così sconfigge Mister X. Quando però il gruppo della BBA è in crisi per affrontare lo Psico Team di Jideon e Takao crea un bey "non regolare", Mister X lo sfida e lo batte per fargli comprendere che non deve mai ripudiare i suoi valori nonostante le scorrettezze degli avversari.
Nello scontro finale al Luna Park abbandonato, Mister X e Takao danno vita ad un grande incontro che finisce in pareggio, si fa così un totale di 5 incontri tra i due, 3 vittorie per Mister X, una sconfitta ed un pareggio. Al torneo a fine serie, il suo compagno Dunga viene battuto da Gordo e invece Mister X perde contro Zeo dopo avergli tenuto testa fino alla fine. È doppiato in giapponese da Yuki Kaida e in italiano da Luca Sandri.

#### Mariam
Mariam (マリアム?, Mariamu) è l'unico componente femminile del team degli Scudi Sacri. Compare nella seconda serie ed è designata dal gruppo per appropriarsi di Draciel, il Bit di Max. Tra i due nascerà un legame particolare. Il suo hobby preferito è prendere in giro Dunga, il più debole del gruppo. Mariam è la sorella maggiore di Jessie. Il suo beyblade si chiama Sharkrush (シャークラッシュ?, Shaakurasshu) e vi è rinchiuso il potere di uno Squalo, il cui colpo più forte è Morso degli Abissi. Ha un carattere aggressivo e schivo, quasi al pari dei russi, ma, al contrario di loro è molto leale e giusta. Ha un rapporto speciale con Max, dopo essere rimasta chiusa con lui in un palazzo (episodi 36-37 della seconda serie). Lì, inoltre, dopo che Max le salva la vita ferendosi, lei lo medica con la sua fascia rossa. Per uscire dal palazzo, i due collaboreranno in perfetta sincronia, aiutandosi l'un l'altro. Appare solo nella seconda serie, dopodiché non si fanno più riferimenti a lei. Mariam odia Queen, perché si è servita del fratello per distruggerle il bey. Spesso prende in giro Dunga rinfacciandogli ogni volta di non essere riuscito a battere Kei, poiché inizialmente era l'unico a non aver sconfitto un membro della BBA visto che il suo incontro era finito pari. Prende anche in giro Dunga definendolo uno scimmione senza cervello.
Ha i capelli blu lunghissimi, legati con una fascia rossa, la stessa che usa nel palazzo per fasciare la ferita di Max. Ha gli occhi verdi, apparentemente senza pupilla. Mariam incontra per la prima volta Max negli Stati Uniti dove lo batte facilmente usando il suo Bit Power invisibile. Lo sconfiggerà nuovamente in un duello a coppia assieme a Jessie e Rei. Dopodiché nella sfida finale contro Max nel Luna Park abbandonato, il primo incontro finisce in pari e il secondo viene vinto dall'americano. Parteciperà anche al torneo organizzato alla fine delle serie dove è in squadra assieme a Jessie, ma vengono battuti da King e Queen che distruggono i loro bey. È doppiata in giapponese da Yuka Komatsu e in italiano da Federica Valenti.

#### Dunga
Dunga (ドゥンガ?, Donga) è innamorato di Mariam, ma sempre vittima delle sue prese in giro. Il compito del ragazzo è quello di impadronirsi dell'Aquila Rossa appartenente a Kei, ma non riesce nell'impresa di batterlo, il primo incontro finisce in parità. È doppiato in giapponese da Yasuhiro Takato e in italiano da Riccardo Lombardo.

#### Jessie
Jessie (ユスフ?, Yusufu, Jusuf) è il fratello minore di Mariam, il suo compito è quello di impadronirsi della Tigre Bianca di Rei, al primo incontro riesce a sconfiggerlo. Jessie e Mariam sono artisti dello spionaggio, particolarmente Jessie. È doppiato in giapponese da Sachi Matsumoto e in italiano da Serena Clerici.

### Psico Team
Lo Psico Team (サイキック?, Saikikku, Psychic) è una squadra creata dall'organizzazione malvagia di Jideon in Beyblade V-Force. Dipendono dallo scienziato Zagart, ex-collega del presidente Daitenji che dà la caccia ai bit-power.

#### Yuya Minami
Yuya Minami (南ユウヤ?, Minami Yūya) è un personaggio presente solo nell'anime, è un ragazzo di 14 anni che frequentò lo stesso istituto di Kei, nonché suo grande fan. Non è un grande blader, anche se seguirà le orme di Kei nel periodo della permanenza, quest'ultimo inoltre gli permetterà di seguirlo mostrandogli il suo covo segreto e lo farà assistere alla sfida contro Dunga dove gli salverà la vita, inizialmente Yuya sfida Dunga con il Dranzer di Kei ma viene battuto subito. Yuya in seguito si iscrive in una scuola di beyblade, migliorando molto il suo rendimento, fino a diventare un blader degno di nota, così entrerà nello Psico Team ammaliato dal Dottor B (lo scienziato che lavora per Jideon), con la divisa verde, con il primo prototipo di Bit Power sacro digitale, l'Aquila Rossa (Suzaku). Si batterà nuovamente con Dunga con il Cyber Dranzer e l'Aquila Rossa digitale uscendone vincente, ma la sua mente debole risente degli effetti negativi del bit power digitale, infatti Yuya ride all'impazzata per poi morire nelle braccia di Kei. Kei diventa serio e con l'intenzione di vendicarlo, nel corso della serie sfidando Gochi che possiede lo stesso Bit Power del ragazzo, rivedrà molte volte il flashback di Yuya rimanendo sulla coscienza di non averlo salvato. Nella versione italiana la morte di Yuya non viene menzionata, ma Yuya in seguito non compare più e non viene fatto nessun accenno sulle sue sorti; nei titoli di coda dell'ultimo episodio di Beyblade V-Force non appare, essendo appunto morto. È doppiato in giapponese da Akiko Kimura e in italiano da Renata Bertolas.

#### Kane Yamashita
Kane Yamashita (ケイン山下?, Kein Yamashita, Kein Yamashita) è il capitano dello Psico Team, vestito di viola, sembra essere il più forte di tutta la sua squadra, ha 15 anni. Una volta aveva un animo buono e incorruttibile come Salima, ma poi affetto dalla brama di potere si lascia corrompere dai bit power cibernetici, il suo è Cyber Dragoon. È un caro amico di Takao, ed ha un debole per l'amica e compagna Salima. Prima di diventare un membro dello Psico Team, aveva un carattere buono e incorruttibile, proprio come Salima: per questo era subito diventato amico di Takao; inoltre Kane, come il capitano dei Bladebreakers, è un amante del Beyblade. Durante il loro primo incontro i due si sfidano e dato che le loro capacità praticamente si eguagliano lo scontro finisce in pareggio. Tuttavia, quando si iscrive ad una scuola di beyblading insieme ai suoi compagni di squadra, gli vengono concessi i bit power digitali, che manipoleranno il suo carattere, e da ragazzo dolce e gentile amante del beyblade, diventerà un folle intenzionato solamente a vincere. La sua personalità sarà così tanto alterata, da non riuscire neppure ad ascoltare la sua compagna di squadra Salima nel momento in cui cercherà di convincerlo a fermare il folle piano del Doctor B. Alla fine tornerà il ragazzo buono di sempre grazie a Takao che lo sconfigge in una dura lotta che causa il crollo della torre di Jideon. Il beyblade con cui combatte è Cyber Dragoon ed il suo Bit Power è il drago azzurro cibernetico. A fine serie Kane partecipa al torneo organizzato dal Presidente Daitenji assieme a Jim (mentre Gochi e Salima erano in viaggio), tuttavia non riescono a disputare il loro incontro poiché la coppia di cacciatori di bey King e Queen distruggono le loro trottole prima dell'incontro. Saranno Takao e Max a vendicarli. Nell'ultimo episodio della terza serie G-Revolution viene mostrata un'immagine in cui compaiono tutti i personaggi della serie e si vede Kane scendere da un aereo con Salima, Jim e Gochi, reduci da un viaggio. È doppiato in giapponese da Yūki Tai e in italiano da Patrizio Prata.

#### Salima
Salima (サリマ?, Sarima) è una dei componenti dello Psico Team, la squadra formata da Jideon; i suoi componenti sono proprietari dei Bit Power Digitali, riproduzioni potenziate dei Bit Leggendari. Il suo Bit è la versione digitale di Driger, Cyber Driger. Ha un rapporto speciale con Rei, ma sembra anche che si sia presa una cotta per il suo amico e capitano, Kane. Compare all'inizio della seconda serie, è una ragazza apparentemente dolce e gentile, ha 15 anni. È anche molto onesta, ligia ai suoi principi, ma nonostante ciò verrà manovrata dai tirapiedi di Zagart e verrà trasformata in una macchina guerriera; a trasformarla saranno i bit power cibernetici, copia esatta di quelli sacri appartenenti ai Bladebreakers, anche se molto più potenti. Quando Salima si fa corrompere e diventa una belva senz'anima, è proprio Rei a ricordarle quanto in realtà sia buona e che quello che fa va contro i suoi princìpi. Salima infatti torna in sé e si schiera contro i suoi stessi compagni di squadra, dicendo loro che i bit cibernetici li rovinano e prendono il controllo su di loro; inoltre cerca di riportare sulla retta via il suo capitano Kane Yamashita, che un tempo la pensava come lei sui Bit cibernetici. Inizialmente la ragazza fallisce, ma Kane capisce il male delle creature durante il duello con Takao. Nonostante abbia una personalità dolce, quando combatte è furente e ha un involontario cambio di personalità, fino a diventare pericolosa come i Borg: sotto manipolazione infatti ricorda proprio una tigre; tuttavia perderà nello scontro con Rei e questo le permetterà di salvarsi la vita. Salima ha i capelli rossi, che porta sempre molto simili a quelli di Rei, ovvero scompigliati sopra e legati in una coda bassa. Ha grandi occhi castani, è alta come Rei e quando combatte indossa l'uniforme della sua squadra, che consiste in un paio di pantaloni neri, con una camicia a maniche corte viola, un dispositivo di lancio del beyblade indossato come un bracciale e una lente fucsia sull'occhio destro. Verso gli ultimi episodi di V-Force si scopre che ha smesso di combattere ed ora fa l'allenatrice con Gochi nel suo paese natio, il Canada. Nell'ultimo episodio di G-Revolution scende da un aereo con tutta la sua squadra. È doppiata in giapponese da Hikaru Ikeda e in italiano da Cinzia Massironi.

#### Jim
Jim (ジム?, Jimu) è uno dei componenti dello Psico Team, la squadra formata da Jideon; il suo bey si chiama Cyber Draciel, omonimo di Draciel, e il suo Bit Power è la rappresentazione della tartaruga digitale. È un ragazzo minuto, ma molto intelligente e in grado di fare calcoli fisici in pochi secondi. Riesce a sconfiggere Max e a ottenere il primo Bit Power leggendario. È doppiato da Ayaka Yamashita e in italiano da Paolo Torrisi.

#### Gochi
Gochi (ゴウキ?, Gōki) è un membro dello Psico Team, la squadra formata da Gideon. Il suo bey si chiama Cyber Dranzer che il primo proprietario era Yuya un amico di Kei. Il suo Bit Power è l'aquila digitale, viene sconfitto da Kei. Verso gli ultimi episodi di V-Force parte con la sua squadra, ma invece di tornare con Kane e Jim, va in Canada con Salima ad insegnare tecniche di beyblade a giovani talenti. Viene visto scendere da un aereo con Salima, Kane e Jim nell'ultimo episodio di G-Revolution. È doppiato in giapponese da Yasuhiro Fujiwara, mentre la voce italiana non è attualmente disponibile.

#### Gideon
Gideon (ギデオン?) è un personaggio presente solo nell'anime, è il leader dello Psico Team, agli ordini di Zagart. È lui per primo a proporre l'idea del Bit Power digitale e a reclutare Kane e i suoi amici. Scompare nel crollo della sede della sua organizzazione. È doppiato in giapponese da Takashi Matsuyama e in italiano da Marco Balzarotti.

#### Dr. B
Il Dr. B (ドクターB?, Dokutā B) è un personaggio presente solo nell'anime, è un malefico scienziato pazzo al servizio di Gideon, nonché creatore dei Bit Power digitali. Il suo vero nome è Rourke W. Bender. Nonostante la sconfitta di Gideon, muore insieme a Gideon, ucciso da una scarica elettrica. È doppiato in giapponese da Tsuyoshi Koyama e in italiano da Mario Scarabelli.

### King e Queen
Presenti solo nell'anime, inizialmente questi due blader affrontano i nemici per avere come premio di vittoria dei componenti per i beyblade. I loro bit-power rappresentano due centicore.

#### King
King (キング?, Kingu) è un giocatore di beyblade ed anche cacciatore di pezzi da ricambio per Bey. King è di pelle scura ed ha i capelli albini, lunghi sempre spettinati. Gioca spesso a coppia con Queen e come lei è infinitamente sleale nel gioco. Il suo bey si chiama Ariel e la sua forma è quella di una capra. King e Queen fronteggiano Jessie e Mariam, sconfiggendoli. King è uno dei blader più forti della serie e in quanto a potenza, sembra non avere nulla da invidiare a Kai e Takao, riuscendo  a combattere alla pari con il primo(seppur si ritiri durante il secondo scontro con Hiwatari, senza che quest'ultimo riesca a prendersi una vera e propria rivincita)e perdendo contro il secondo, al termine di uno scontro combattuto. Queen e King usando indossare una divisa bianca e nera, sebbene sleali il loro di style in coppia e molto armonico, ricorda i due F-Sangers che compaiono in G-Revolution. Lui e la sorella vengono contattati dalla dottoressa. Appare nei titoli finali dell'ultima serie, assieme alla sorella mentre si fronteggiano con Julia e Raul. È doppiato in giapponese da Hirofumi Nojima e in italiano da Paolo Sesana.

#### Queen
Queen (クィーン?, Kuīn) è in tutto è per tutto uguale al fratello, se non per la pelle pallidissima e i corti e lisci capelli neri. La sua avversaria prediletta è Mariam. Queen sembra spesso predominare la scena tra i due. Il suo beyblade si chiama Gabriel ed è simile a quello del fratello, rappresenta un ariete. Queen è solita essere sleale negli incontri, non solo lasciando entrare nel campo il fratello in un incontro singolo, ma lasciandosi anche aiutare dalla dottoressa a sabotare i bey. Lei e il fratello vengono contattati dalla dottoressa nella speranza di conquistare la pietra e i quattro Bit-Pover sacri. Queen e King usando indossare una divisa bianca e nera, sebbene sleali il loro di style in coppia e molto armonico, ricorda i due F-Sangers che compaiono in G-Revolution. Nei titoli di coda dell'ultimo episodio della terza serie, Queen è vista duellare in coppia con il fratello con i due spagnoli Julia e Raul. È doppiato in giapponese da Mie Sonozaki, mentre la voce italiana non è attualmente disponibile.

### F-Sangre

#### Raul Fernandez
Raul Fernandez (ラウル・フェルナンデス?, Rauru Ferunandesu) è un blader spagnolo, nonché uno dei componenti del team spagnolo. Compare, insieme alla sorella Julia, nella terza serie, durante il torneo in Spagna. All'inizio si presentano come artisti di strada e giocolieri. Dopo il loro numero di beyblade, Lai afferma che anche lui potrebbe fare quei "giochetti". Raul gli propone una sfida a due: lui e la sorella contro Lai e Rei. Il ragazzo accetta e credendosi superiore, prende sottogamba i suoi avversari e perde clamorosamente, svenendo alla fine dell'incontro. Durante il torneo sveleranno la loro identità. È doppiato in giapponese da Akiko Kimura e in italiano da Andrea Tibaldi.

#### Julia Fernandez
Julia Fernandez (ジュリア・フェルナンデス?, Juria Ferunandesu) è la sorella gemella di Raul. Insieme al loro allenatore Romero, formano la squadra ufficiale spagnola. Lei e il fratello sono in perfetta sincronia e, spesso, riescono a battere i loro avversari proprio grazie a questa speciale sintonia. Julia e Raul sono i due componenti del team spagnolo F-Sangre. È doppiata in giapponese da Kumiko Watanabe e in italiano da Francesca Bielli.

#### Romero
Romero (ロメロ?) è l'allenatore di Raul e Julia. Non ha un ruolo rilevante durante il torneo ma aiuterà Kei a superare il trauma per la sconfitta di Brooklyn e controllare il suo nuovo bey, Dranzer MS. È doppiato in giapponese da Eiji Takemoto e in italiano da Daniele Demma.

### Barthez Squadra

#### Michel
Michel (ミハエル?, Mihaeru) è il capitano della Barthez Squadra (Barthez Soldat, バルテズソルダ, Barutezu Soruda) riesce a sconfiggere da solo Rei e Lai dei Baihuzu, anche se ci è riuscito solo grazie alle scorrettezze impostagli dal suo allenatore Barthez. Quando affronterà Takao, quest'ultimo gli farà capire il vero valore del beyblade, quindi Miguel combatterà contro il campione del mondo correttamente venendo battuto ma senza pentirsene essendosi divertito a dispetto del risultato. Miguel convincerà tutta la squadra a ribellarsi al loro dispotico allenatore, poi potendo finalmente combattere liberamente senza vincoli, si misura con Kei che lo batterà. Affronterà Julia degli F-Sangre perdendo. Sembra che al pari di Emily e del Professor K sia molto pratico nella meccanica del beyblade tanto da contribuire alla realizzazione dei beyblade ultimo modello Heavy Metal System. Il suo beyblade è Dark Gargoyle. È doppiato in giapponese da Hiro Yūki, mentre in italiano da Luca Sandri.

#### Claude
Claude (クロード?, Kurōdo) è il secondo bleyder della squadra, avrà tra i 17 e 18 anni, di probabili origini francesi con capelli corti grigio-verdi e occhi grigi. Ha un fisico robusto e slanciato, e quando attacca sulla sua schiena spuntano un paio di ali bianche simili a quelle di un angelo. Il viso termina in un mento appuntito. Il suo nome originale è Claude Tavarez. Affronterà Rick degli All Starz ma si vedrà costretto a ritirarsi quando viene ferito da uno degli spuntoni di metallo del campo di battaglia, in realtà poteva evitarlo ma Barthez gli ha imposto di lasciarsi ferire di proposito per screditare gli avversari. Combatterà contro Rei il quale avrà la meglio contro di lui. Inizialmente Claude era intimorito da Barthez ma poi Miguel gli dà la forza per ribellarsi tanto che quando l'allenatore gli imporrà di affrontare Kei, Claude rifiuterà lasciando il posto a Miguel che Barthez aveva escluso dalla formazione titolare. Il suo beyblde è Rapid Eagle e il suo Bit Power è un'aquila a due teste. È doppiato in giapponese da Akira Sasanuma, mentre in italiano da Flavio Arras.

#### Mathilda
Mathilda (マチルダ?, Machiruda) è l'unica rappresentante femminile della squadra, quando dovrà combattere contro Daichi il suo beyblade, Pierce Hedgehog, andrà in mille pezzi, in realtà era stato Barthez a costringerla a distruggere il suo stesso beyblade durante la sfida affinché le sue schegge rovinassero il Gaia Dragoon dell'avversario, in questo modo nel caso Miguel avesse battuto Takao non ci sarebbe stato alcun spareggio visto che il beyblade di Daichi è diventato inutilizzabile. Mathilda e tutta la squadra si ribelleranno alla tirannia di Barthez, poi Mathilda affronterà Raul degli F-Sangre, infatti nonostante il suo Pierce Hedgehog sia andato distrutto i suoi compagni, a dimostrazione del forte legame di amicizia che li lega, gli danno un beyblade assemblato con le parti dei loro, anche se alla fine, però, Raul la sconfiggerà ugualmente. È doppiata in giapponese da Hiromi Konno e in italiano da Alessandra Karpoff e da una voce attualmente non disponibile.

#### Aaron
Aaron (アーロン?, Āron) è un altro membro della Barthez Squadra. Durante la prima lotta contro gli All Starz viene battuto da Max, poi affronta Yuri della Neoborg, pure Aaron si ribellerà a Barthez infatti si rifiuterà di usare il congegno che il suo allenatore voleva che usasse contro Yuri, andando contro il regolamento. Yuri lo batterà facilmente. Il suo beyblade è Rushing Boar. È doppiato in giapponese da Kazuyuki Ishikawa, mentre la voce italiana non è attualmente disponibile.

#### Barthez
Barthez (バルテス?, Barutesu) è il diabolico allenatore della Barthez Squadra, è un uomo dalla bieca cattiveria, per lui conta solo il risultato, non si fa problemi a giocare sporco, e detesta quando i suoi bladers lo contraddicono, oltre alla vittoria, per lui, conta anche guadagnarsi il consenso e la popolarità del pubblico. Le cose cambieranno quando Takao farà capire a Miguel che vincere senza meritarsi la vittoria onestamente manca di significato, ciò dà la spinta alla Barthez Squadra di ribellarsi all'allenatore, e anche se perdono quasi tutti gli incontri venendo eliminati per primi dal mondiale, i ragazzi si sentono ugualmente soddisfatti visto che sono liberi dalla tirannia di Barthez. Yuri rivelerà a Takao che in realtà Barthez era un seguace di Vorkov, la Barthez Squadra doveva essere solo una "squadra sperimentale" volta al fine di mettere le basi per l'imminente inaugurazione della nuova lega di beyblade guidata da Vorkov, la B.E.G.A. È doppiato in giapponese da Hitoshi Bifu e in italiano da Marco Balzarotti.

### B.E.G.A.
Essa e i suoi membri sono esclusivi dell'anime.

#### Brooklyn
Brooklyn (ブルックリン?, Masefield Burukkurin, Brooklyn Masefield) è l'antagonista della terza serie. Non è malvagio, infatti la sua indole è manovrata da Vorkov. Appartiene alla squadra della B.E.G.A. ed è il miglior blader che si sia misurato con i Bladebreakers, è dotato di una forza straordinaria, non ha mai perso una sfida, non si è mai allenato (grazie al suo talento innato) e non gli piace il beyblade perché è troppo forte e nessuno riesce mai a preoccuparlo. Riesce ad eseguire mosse perfette, ed è probabilmente il miglior giocatore mai affrontato da Takao e i suoi compagni. Come afferma il suo compagno di squadra Garland, Brooklyn è in grado di prevedere le mosse dell'avversario ed evitarle con incredibile maestria e con il beyblade sa fare ciò che vuole, sa come finiranno gli scontri anche senza vederli, può rendersi invulnerabile, distruggere ciò che vuole, risucchiare l'energia del suo nemico durante il combattimento e persino prevedere lo scorrere del destino. Kei dirà che la forza di Brooklyn è quella di assimilare le energie altrui, come un buco nero. Nella sfida tra Max e Mystel, lui non è nemmeno presente alla sede della BEGA, ma è su un prato a riposare e, ad un certo punto, afferma "sembra che il futuro stia cambiando" e nello stesso momento Max passa in vantaggio. Alla fine della sfida tra i due, in pareggio, Brooklyin arriva sugli spalti e pensa, riferendosi a Max "Bravo. Hai cambiato il tuo futuro.".
Sa copiare le mosse degli avversari con una sola occhiata, come fa contro Kei nel loro primo scontro, sa rendersi invulnerabile agli attacchi, rendere il suo beyblade tre volte più veloce di qualsiasi altro, volare e avvolgere nell'oscurità anche il mondo se lo desidera. Ciò nonostante non si diverte a giocare, dicendo che sono solo "stupide trottole", prova divertimento solo contro avversari fortissimi che riescono a resistergli almeno un po'. Quando Kei lo affronta, nonostante gli avvertimenti di Garland, tenta subito un potente attacco ma senza effetti: Brooklyn invece lo sconfigge con poche mosse. Nel successivo scontro Kei riesce a batterlo solo mettendo in gioco tutto quello che ha, rischiando persino la sua energia vitale per salvare Dranzer: Brooklyn rimane stupito dal coraggio di Kei e finisce per perdere lo scontro, anche se il suo avversario viene ridotto malissimo e Dranzer ridotto in mille pezzi. Dopo questa sconfitta, diventerà pazzo, avendo perso la sola cosa che gli restava: l'invincibilità. Durante la sfida con Takao, Brooklyn impazzisce per aver provato la sconfitta e dopo aver distrutto la torre della BEGA riesce a farsi spuntare le ali e a continuare nel cielo lo scontro.
Garland capisce dalle urla di Brooklyn che queste sono in realtà grida di aiuto, poiché per il suo talento Brooklyn non ha mai avuto un amico e la sua imbattibilità lo ha portato ad isolarsi. In realtà Brooklyn è un ragazzo tranquillo ed amante della natura, in particolare degli uccelli perché vorrebbe volare via libero come loro. Il suo Bit Power raffigura Zeus (ゼウス?, Zeusu), e cioè il dio più potente di tutti: Takao, combattendo contro di lui, ha dovuto unire a Dragoon i Bit Power di Max, Rei, Kei e Daichi ma la sfida continua ad essere in parità e l'esito finale non viene mostrato. Da ciò si può comunque dedurre che Brooklyn sia forte quanto i 5 Bit Power più potenti messi insieme. Dopo la sfida con Takao perde la sua ossessione e si appassiona seriamente al beyblade, stando alle parole di Hitoshi, se Brooklyn fosse riuscito ad appassionarsi davvero, sarebbe stato assolutamente imbattibile, perché non avrebbe avuto punti deboli. È doppiato in giapponese da Soichiro Hoshi e in italiano da Patrizio Prata.

#### Garland Zettbarth
Garland Zettbarth (ガーランド・ツェットバルト?, Gārando Tsettobaruto) è il secondo blader in abilità e potenza della B.E.G.A. e rivale di Brooklyn, riuscirà a battere Yuri. In quanto ad abilità non ha nulla da invidiare a Kei e Takao, riuscendo a pareggiare con il primo e venendo battuto dal secondo dopo uno scontro molto combattuto. Proviene da una famiglia di campioni e da questo trae il suo desiderio di vittoria e successo nel mondo del bey professionistico ideato da Vorkov, tuttavia scoprirà con la lotta con Takao che le sue ambizioni e la sua ossessione per i risultati della sua famiglia bloccano il suo vero spirito di blader e riuscirà ad apprezzare il divertimento che infonde questo sport. Avverte Kei di non sfidare Brooklyn perché "avrebbe visto l'inferno", sembra che alla fine sarà proprio lui a diventare amico del proprio compagno di squadra, Brooklyn afferma che prima di Kei, solo Garland è stato capace di metterlo in difficoltà. Il suo Bey è Apollo, collegato alla divinità del sole e delle arti. È doppiato in giapponese da Hiroshi Kamiya e in italiano da Andrea De Nisco.

#### Hitoshi
Hitoshi (木ノ宮仁?, Kinomiya Hitoshi) è il fratello maggiore di Takao, al quale ha insegnato il gioco del beyblade; compare per la prima volta nella terza serie. Svela la sua identità alla fine del torneo nazionale, accettando di diventare allenatore dei Bladebreakers. Passerà poi ad allenare i Justice 5, soprattutto Brooklyn, una squadra composta da ottimi blader, in seguito ad alcune incomprensioni con Kei, poco incline ad obbedire agli ordini. A detta di Kei, lo scopo di Hitoshi entrando nella B.E.G.A. era di aiutare Takao a diventare più forte allenando un blader ancora superiore, sebbene poi si sia reso conto che se Brooklyn amasse il beyblade niente e nessuno potrebbe mai sconfiggerlo. Il suo pseudonimo è Jin del Vento (疾風のジン?, Shippuu no Jin, lett. "Jin della Tempesta") e nel manga appare sin dal primo capitolo. Nonostante voglia molto bene a Takao, è stato spesso lontano da lui, perché spinto dalla passione per l'archeologia, come il padre. È un abile blader. Dopo molto tempo, ritorna nelle sembianze di Jin del Vento, un ragazzo misterioso che sembra nemico di Takao.
Dopo il riconoscimento del fratello, Hitoshi diventa l'allenatore della squadra, i Bladebreakers. Il suo beyblade è Metal Driger (Death Driger nella versione giapponese). Hitoshi è un blader formidabile, non ha nulla da invidiare a suo fratello, il campione del mondo, infatti è persino riuscito a sconfiggere Rei, inoltre il suo carattere si oppone di molto a quello di Takao essendo più umile e riflessivo; Hitoshi è una persona incredibilmente saggia e analitica, vuole molto bene a Takao ma nonostante tutto non manca mai di giudicarlo con obbiettività, dimostrandosi spesso severo con lui se il caso lo richiede. Hitoshi come allenatore dei Bladebreakers Revolution assiste alla prima sfida contro i Baihuzu dove Takao, mosso dalla sua superbia, sfida contemporaneamente Lai e Rei, anche il suo compagno Daichi per non rimanere escluso prende parte all'incontro, ma a causa di Takao e dei suoi comportamenti arroganti e prepotenti, lui e Daichi vengono sconfitti. Takao non si assume le sue responsabilità e dà tutta la colpa a Daichi, poi Hitoshi sfida suo fratello usando contro il suo Dragoon due beyblade battendolo, questa non è stata una sfida regolare, ma l'intento di Hitoshi era quello di dare a suo fratello una lezione di umiltà, infatti prima che intervenisse Daichi lui era sicuro di poter battere i Baihuzu da solo ma Hitoshi gli ha fatto capire che il risultato non sarebbe cambiato spiegandogli che essere il campione in carica non lo rende automaticamente imbattibile. Hitoshi riesce sempre a capire gli schemi comportamentali delle persone, ciò gli consente di prevedere facilmente e in anticipo gli avvenimenti, questo è stato determinante nella vittoria dei Bladebreakers Revolution, come quando hanno affrontato Yuri e Kei della Neoborg, in quel frangente ha messo Takao in panchina avendo capito che non era nello stato emotivo per vincere, sostituendolo con K, aggiudicandosi la vittoria.
Quando Takao e Daichi vincono il mondiale, Hitoshi decide di unirsi alla B.E.G.A. diretta dal crudele Vorkov come allenatore, addestrando i cinque bladers che affronteranno Takao e la sua squadra, i G-Revolution, per decidere se lasciare il beyblade sotto la guida della BBA e o della B.E.G.A. e questo turba molto Takao, non riuscendo a capire per quale motivo suo fratello si sia alleato con un uomo spregevole come Vorkov: Rei gli fa capire che Hitoshi non ha tradito suo fratello minore, ma che vuole solo misurarsi con lui. L'attenzione di Hitoshi viene catturata da un blader in particolare della B.E.G.A. ovvero Brooklyn, un vero genio del beyblade, un ragazzo dalle capacità prodigiose che però non ha alcuna passione per il beyblade. Hitoshi diventa il suo allenatore personale, sembra che i due vadano d'accordo infatti Hitoshi è l'unico allenatore che in qualche modo riesca a far lavorare Brooklyn, rimanendo notevolmente sorpreso dalle sue capacità, pressoché ineguagliabili. Hitoshi convince Brooklyn a partecipare a uno dei cinque gironi per stabilire chi saranno i cinque bladers della B.E.G.A. che affronteranno i G-Revolution, il suo ultimo avversario è Kei, il quale a sua volta aveva aderito alla B.E.G.A. nella speranza di affrontare Takao, ma Hitoshi spiega a Kei che non sarebbe corretto da parte sua sfruttare la B.E.G.A. solo per il suo personale desiderio di misurarsi con suo fratello in quanto questo non è incline con gli obbiettivi dell'impresa, affermando che non c'è posto per Kei nella B.E.G.A. e che lui e Brooklyn sono su due piani completamenti diversi in quanto Kei, non sarebbe mai capace di raggiungere la sua forza.
Proprio come aveva previsto, Brooklyn sconfigge Kei con facilità, in diretta TV, era questo ciò che volevano Hitoshi e Vorkov, ovvero promuovere l'immagine di Brooklyn facendogli sconfiggere al suo esordio un blader del livello di Kei e dare più lustro alla B.E.G.A. Kei si unisce ai G-Revolution e affronta Brooklyn, Hitoshi assiste alla sfida che vede il suo pupillo perdente, dopo che Kei dando pieno fondo alla sua energia vitale si aggiudica la vittoria, e questo fa cadere Brooklyn in uno stato di sconforto avendo perso per la prima volta, in realtà Hitoshi sapeva da subito che Kei alla fine lo avrebbe battuto, era questo che voleva, ovvero che Brooklyn, il cui unico punto debole era la sua incapacità di provare emozione per il beyblade non riuscendo così a dare pieno fondo alla sua vera forza, manifestasse tutta la sua rabbia. Brooklyn affronta Takao nello scontro dello spareggio combattendo con tutta la sua sconfinata potenza, ma Takao chiama a raccolta il potere di Rei, Kei, Max e Daichi riuscendo a eguagliare quello dell'avversario, non è dato sapere come sia finito lo scontro tra i due anche se tutto fa supporre che si sia concluso con un pareggio, Vorkov se la prende con Hitoshi affermando che lui ha manipolato le cose a favore di suo fratello, ma Hitoshi lo contraddice assicurandogli che credeva ciecamente nella vittoria di Brooklyn ma che Takao e i suoi amici si sono dimostrati così forti da contrastare ogni avversità, inoltre fa capire a Vorkov che lui ha perso perché Takao, Brooklyn (che ora si è veramente appassionato al beyblade divertendosi) e tutti gli altri bladers non hanno bisogno della B.E.G.A. infine guarda con orgoglio suo fratello ammettendo che ormai Takao lo ha superato.
È doppiato in giapponese da Daisuke Namikawa e in italiano da Gianmarco Ceconi.

#### Ming Ming
Ming Ming (ミンミン?, Min Min) è la blader della B.E.G.A. e testimonial dell'impresa. Ming Ming è anche una cantante di successo che attira su di sé e sulla B.E.G.A. molta attenzione. A dispetto delle apparenze è una formidabile blader e nella sfida tra i Justice 5 e i G-Revolution, Ming Ming affronta Daichi dando prova del suo grande talento vincendo la sfida. Inizialmente anche il professor Kappa è un suo fan mentre Hilary diventa una sua grande rivale in quanto quest'ultima non sopporta l'impertinenza della blader. Il suo Bey è Venus, ispirato all'omonima divinità greco-romana. È doppiata in giapponese da Aya Hirano e in italiano da Emanuela Pacotto.

#### Mystel
Mystel (ミステル?, Misuteru) è un misterioso blader della B.E.G.A. che incontrerà Rei in Cina e, dopo aver sconfitto facilmente Lai, combatterà contro Rei pareggiando. Partono per il Giappone, poiché Rei non riusciva a credere al fatto che la BBA non esistesse più. Nella sfida contro i G-Revolution, Mystel affronta Max ma la loro sfida finisce in parità. Mystel, oltre ad avere grandi doti come blader, ha un'agilità formidabile ed è in grado di "volare" e ciò si riflette nel suo beyblade che è capace di attaccare da qualsiasi posizione con incredibile potenza. Mistel è un blader molto sportivo e amichevole con tutti, anche se ogni tanto gli piace stare per conto proprio. Il suo Bey rappresenta Poseidone, il re dei mari. È doppiato in giapponese da Kōki Miyata e in italiano da Massimo Di Benedetto.

#### Moses
Moses (モーゼス?, Mōzesu) è un blader della B.E.G.A. dal fisico imponente, al punto che il suo caricatore sembra un bazooka che porta sulla spalla perché i normali lanciatori vengono distrutti dalla sua forza fisica quando li usa. È molto aggressivo in campo tanto quanto è di buon cuore fuori, infatti non è strano che lui si metta a piangere per la felicità molto facilmente. Ha una sorellina minore malata a cui vuole molto bene e proprio per curare lei accetta la proposta di Vorkov di entrare nella B.E.G.A. in cambio dei soldi per le cure. Inizialmente molto convinto delle buone intenzioni dell'uomo, al punto di sfidare Takao appena osa mancargli di rispetto. Nella sfida a 5 coi Bladebrekers se la vedrà in un duro confronto con Rei, nel mentre sua sorella subisce una delicata operazione e questo lo sprona a dare il massimo nonostante si renda conto che Rei gli è superiore, riuscendo a vincere per un soffio ma il suo beyblade si disintegra in mille pezzi subito dopo. Rei gli rivela che ad averlo fatto vincere è stato l'amore per la sorella che ha fatto resistere il suo bey fino alla vittoria e così Mozes lo abbraccia augurandosi di affrontare nuovamente il suo avversario in futuro. Sua sorella supera l'operazione e guarisce mentre Moses fa anche amicizia con i Bladebreakers. Il suo bey è Gigars e rappresenta un gigante con 4 braccia (forse un ecatonchiro stilizzato). È doppiato in giapponese da Masachika Takatsuka e in italiano da Riccardo Lombardo (solo episodio 33) e da Stefano Albertini.

### Altri personaggi

#### Nonno Jay
Nonno Jay (木ノ宮 龍之介?, Kinomiya Ryūnosuke) è il nonno di Takao; visto che il padre e il fratello di Takao sono sempre via per lavoro, si occupa lui della crescita del nipote. È un bravo educatore, ma anche severo e pretende da Takao molta serietà, soprattutto per gli allenamenti di kendō e non gli piace molto che suo nipote si dedichi troppo ai beyblade, non perché non gli piaccia la sua passione ma perché non vuole che pensi solo a questo, infatti è sempre presente per fare il tifo per lui. Va molto fiero dei suoi antenati, dei guerrieri samurai. Diverse sono le occasioni dove, infatti, ha rimproverato Takao per la sua mancanza di concentrazione che non si addice ad un guerriero. Proprio per questo motivo nutre invece grande stima nei confronti di Kei, ritenendolo molto maturo e determinato e riconoscendo in lui le qualità di un vero samurai, tanto che una volta propose persino a quest'ultimo di imparare a combattere con la spada. È doppiato in giapponese da Chikao Ōtsuka e in italiano da Antonio Paiola.

#### Taro
Taro (水原太郎?, Mizuhara Tarō) è il padre di Max, di origini giapponesi, gestisce un negozio di beyblade. Separato dalla moglie a causa del lavoro che ha portato quest'ultima a trasferirsi in America mentre lui è rimasto in Giappone con il figlio. Riunirà in seguito la famiglia quando si trasferirà in America con Max. È doppiato in giapponese da Hidenari Ugaki e in italiano da Riccardo Rovatti.

#### Zeo Zagart / Leo
Zeo Zagart (ゼオ?, Zeo) (nell'anime) o Leon (レオン?, Reon) (nel manga) è un carissimo amico di Takao e degli altri membri dei Bladebreakers, all'apparenza normalissimo, ma in realtà ha un segreto, ovvero è un robot capace di provare sentimenti, lui stesso però non è a conoscenza della sua natura, quando il "padre" glielo rivelerà, Zeo impazzirà. Zagart rivelerà comunque che esiste qualcosa che può renderlo umano, ovvero i bit sacri, così decide di combattere contro Takao. I suoi obiettivi diventano quelli del padre. La personalità del giovane erede di Zagart cambia completamente: Zeo si trasforma in un ragazzo serio, in un blader molto forte. Alla fine si accetta per quello che è. È senza alcun dubbio il membro più forte di tutta la squadra degli Psyco Team. Il suo beyblade si chiama Cerbero, e la sua creatura è Cerbero. Sa suonare il violino. Nel manga la storia è diversa, in realtà si chiama Leon ed è il fratello minore del vero Zeo, morto anni prima dell'inizio della serie e Zagart vuole i bit-power per farlo resuscitare. Il suo Bit Power è Cerbero di Fuoco (バーニングケルベロス?, Bāningu Keruberosu), che dà il nome al suo bey Cerbero. Il suo primo beyblade, presente solo nell'anime, si chiama Zeronix. È doppiato in giapponese da Hisayo Yanai e in italiano da Patrizio Prata.

#### Gordo
Gordo (ゴルド?, Gorudo) è un personaggio esclusivo dell'anime, sarà il partner di Zeo al campionato mondiale di beyblade, dispone pure lui di uno dei Bit Power estratti dalla roccia, a detta del Professor K il Bit Power di Gordo, dopo quello di Zeo, è il più potente e stretto dalla roccia, Rei afferma che Gordo è uno dei blader più forti che abbia mai visto. Ai quarti di finale sconfigge facilmente Dunga, poi affronta Rei in semifinale pareggiando contro di lui. Alla fine Takao riesce a sconfiggerlo in finale. il suo beyblade è Orthrus, mentre la sua creatura è l'Ortro. È doppiato in giapponese da Hisayoshi Suganuma e in italiano da Paolo Sesana.